# Acqua
L'acqua è un composto chimico di formula molecolare H2O, in cui i due atomi di idrogeno sono legati all'atomo di ossigeno con legame covalente polare. In condizioni di temperatura e pressione normali si presenta come un sistema bifase, costituito da un liquido incolore e insapore (che viene chiamato "acqua" in senso stretto) e da un vapore incolore (detto vapore acqueo). Si presenta allo stato solido (detto ghiaccio) nel caso in cui la temperatura sia uguale o inferiore alla temperatura di congelamento.
Essendo l'acqua un ottimo solvente, le acque naturali contengono disciolte moltissime altre sostanze, ed è per questo motivo che con il termine "acqua" si intende comunemente sia il composto chimico puro di formula H2O, sia la miscela (liquida) formata dallo stesso, con altre sostanze disciolte al suo interno.
L'acqua in natura è tra i principali costituenti degli ecosistemi ed è alla base di tutte le forme di vita conosciute, compreso l'essere umano; ad essa è dovuta anche la stessa origine della vita sul nostro pianeta ed è inoltre indispensabile anche nell'uso civile, agricolo e industriale; l'uomo ha riconosciuto sin da tempi antichissimi la sua importanza, identificandola come uno dei principali elementi costitutivi dell'universo e attribuendole un profondo valore simbolico, riscontrabile nelle principali religioni.
Sul pianeta Terra è presente nei suoi tre stati (liquido, solido e gassoso), copre il 71% della superficie del pianeta, è un elemento climatico fondamentale ed è il principale costituente del corpo umano..

## Etimologia
Il termine "acqua" deriva dal latino aqua, dal protoitalico akwā, a sua volta da una radice indoeuropea h₂ékʷeh₂ con collegamenti nell'area germanica (protogermanico ahwō) e nella lingua lusitana.
Il termine in greco antico: ὕδωρ, ὕδατος?, hýdōr, hýdatos è imparentato con il protogermanico watōr (da una radice indoeuropea wódr̥) da cui discendono il tedesco wasser e l'inglese water; dalla stessa radice indoeuropea discende il latino unda (italiano "onda").

## Fisica e chimica dell'acqua

### Le prime scoperte scientifiche

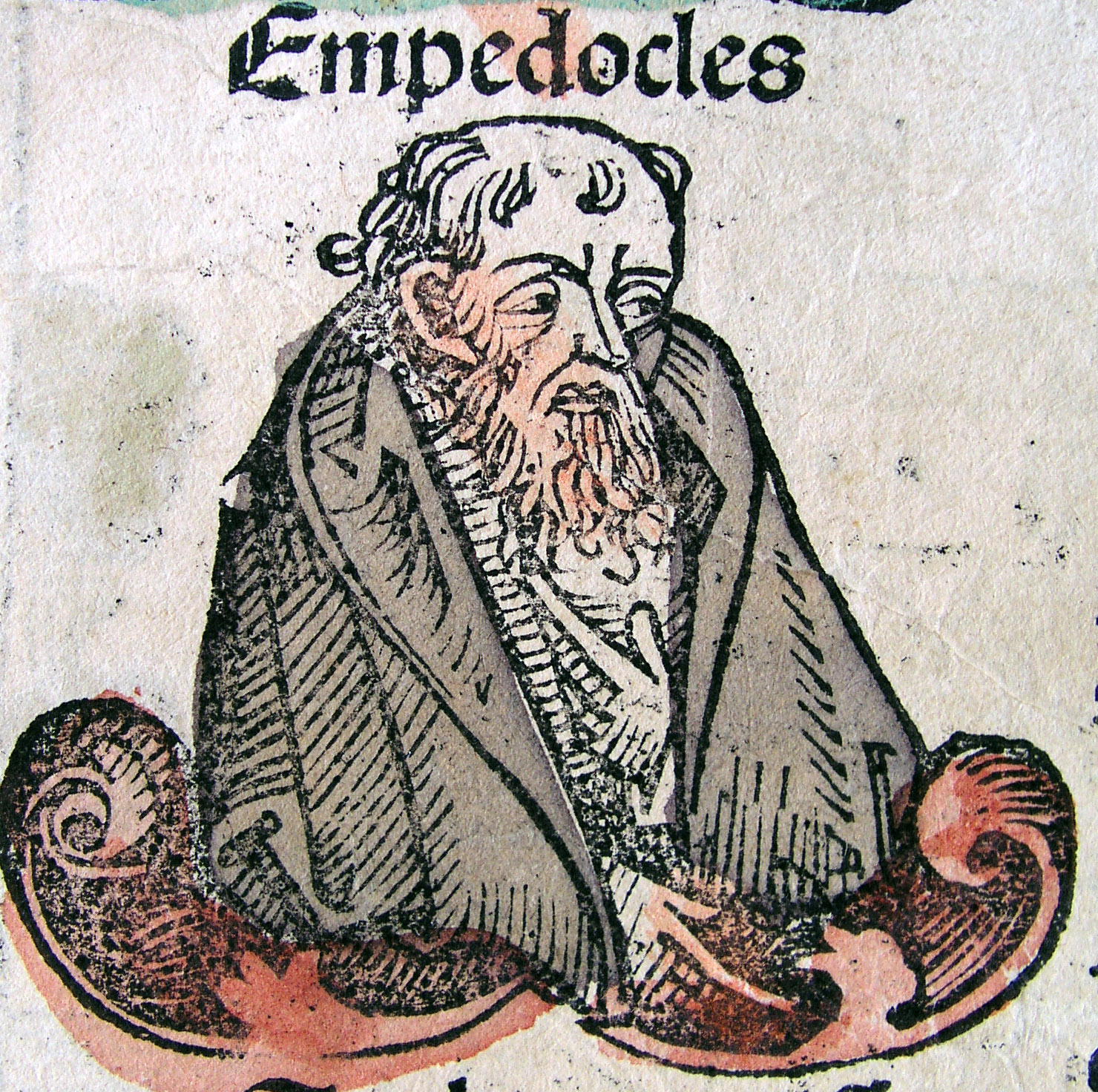
Empedocle raffigurato nelle medievali Cronache di Norimberga.

Le prime teorie sulla natura degli elementi che compongono l'universo furono sviluppate dai filosofi dell'antica grecia. Talete identificò l'acqua come il principio da cui tutte le cose avrebbero avuto origine, al contrario Empedocle propose che quattro elementi fondamentali, acqua, aria, fuoco e terra, miscelandosi in diverse proporzioni, fossero in grado di spiegare la variabilità degli elementi osservati in natura. Infine, Aristotele introdusse l'idea che la terra potesse trasmutarsi in acqua. La convinzione che l'acqua fosse un elemento primitivo e indivisibile si protrasse fino all'età moderna e con essa la controversia su quanti fossero e quali caratteristiche avessero gli elementi fondamentali che costituiscono la materia osservata.
Nel XVII secolo, Jean Baptiste van Helmont, convinto che gli elementi fondamentali fossero solo acqua e aria, condusse un esperimento facendo crescere un salice da una quantità di terra innaffiata regolarmente per cinque anni. La terra su cui cresceva l'albero venne pesata all'inizio dell'esperimento e alla fine quando il salice era cresciuto. Osservando che la massa totale della terra non era cambiata significativamente, concluse che l'acqua si fosse tramutata in legno e quindi che l'acqua fosse l'elemento fondamentale costitutivo della terra.
Nel 1742, Anders Celsius definì la scala di temperatura che prende il suo nome, ponendo il punto di fusione dell'acqua (alla normale pressione atmosferica) a 100 gradi ed il punto di ebollizione a 0 gradi; nel 1745 però Linneo la invertì, arrivando alla scala come la conosciamo oggi.

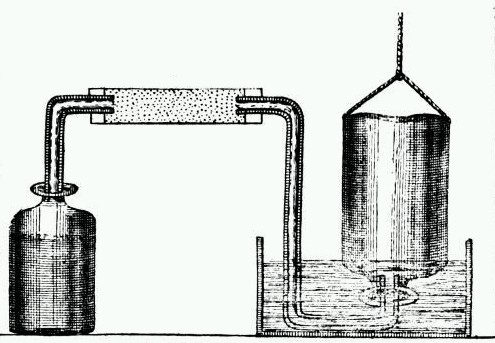
L'apparato sperimentale usato da Cavendish per produrre e raccogliere idrogeno.

Numerosi esperimenti nell'ambito della teoria del flogisto furono condotti nel XVIII secolo, dove si osservò che l'idrogeno, gas altamente infiammabile a quel tempo non identificato in quanto elemento, si compone con l'ossigeno producendo acqua. La reazione di combustione dell'idrogeno era attribuita alla presenza del flogisto, supponendo quindi che il flogisto potesse essere considerato come un fluido o una sostanza. Henry Cavendish condusse una serie di esperimenti nei quali produsse idrogeno a partire dalla reazione fra acidi e metalli; osservando che idrogeno e ossigeno gassosi si combinano completamente in acqua in volumi in proporzione circa uguale a due a uno. Propose quindi una teoria in base alla quale l'ossigeno era semplicemente acqua privata del flogisto, mentre l'idrogeno acqua con un eccesso flogisto, mantenendo quindi la teoria in base alla quale l'acqua è un elemento fondamentale della natura. Negli stessi anni James Watt propose una teoria analoga, in cui invece l'acqua veniva considerata questa volta come un composto di aria e flogisto, mentre Antoine Laurent Lavoisier, in completa opposizione alla teoria del flogisto, fu il primo a proporre l'ipotesi corretta secondo la quale l'acqua è un composto di ossigeno e idrogeno.

L'elettrolisi dell'acqua

La prima scomposizione dell'acqua in idrogeno e ossigeno mediante il processo di elettrolisi fu eseguita nel 1800 dal chimico inglese William Nicholson. L'interpretazione del processo di elettrolisi rimase aperta; dopo la formulazione della teoria atomica da parte di John Dalton, Amedeo Avogadro fu il primo a suggerire che l'acqua fosse composta da due atomi di idrogeno e uno di ossigeno. Si scoprì infatti che l'acqua è parzialmente dissociata in ioni H+ e OH-, che migrano verso i due poli della cella elettrolitica, dove si svolgono le seguenti reazioni:
anodo (+): 4 OH- → O2 + 2 H2O + 4 e-

catodo (−): 2 H+ + 2 e− → H2 
l'ossigeno e l'idrogeno vengono prodotti sotto forma di bolle gassose sulla superficie degli elettrodi, da cui possono essere raccolti.
Una controversia scientifica è nata alla fine degli anni sessanta a proposito dell'esistenza di una forma polimerica dell'acqua (la "poliacqua"). È ormai condivisa l'opinione che tale "poliacqua" non esista.

### Le forme fisiche dell'acqua
L'acqua assume più forme in natura. Allo stato solido è nota come ghiaccio, allo stato aeriforme è nota come vapore acqueo. Sono note anche altre due forme solide, quella del ghiaccio vetroso e quella del solido amorfo, non cristallino, simile al vetro (ghiaccio amorfo). A pressioni estreme il ghiaccio può assumere diversi stati solidi, numerati con numeri romani. La gamma delle forme solide dell'acqua è così vasta e varia da non essere nemmeno confrontabile con quella di alcun altro materiale. Gli stati dell'acqua e le loro caratteristiche sono determinate dalle proprietà quantistiche della molecola {\displaystyle {\ce {H2O}}}; per questa ragione è possibile studiare le forme dell'acqua, oltre che con gli esperimenti, anche attraverso simulazioni numeriche a partire dai principi della meccanica quantistica.

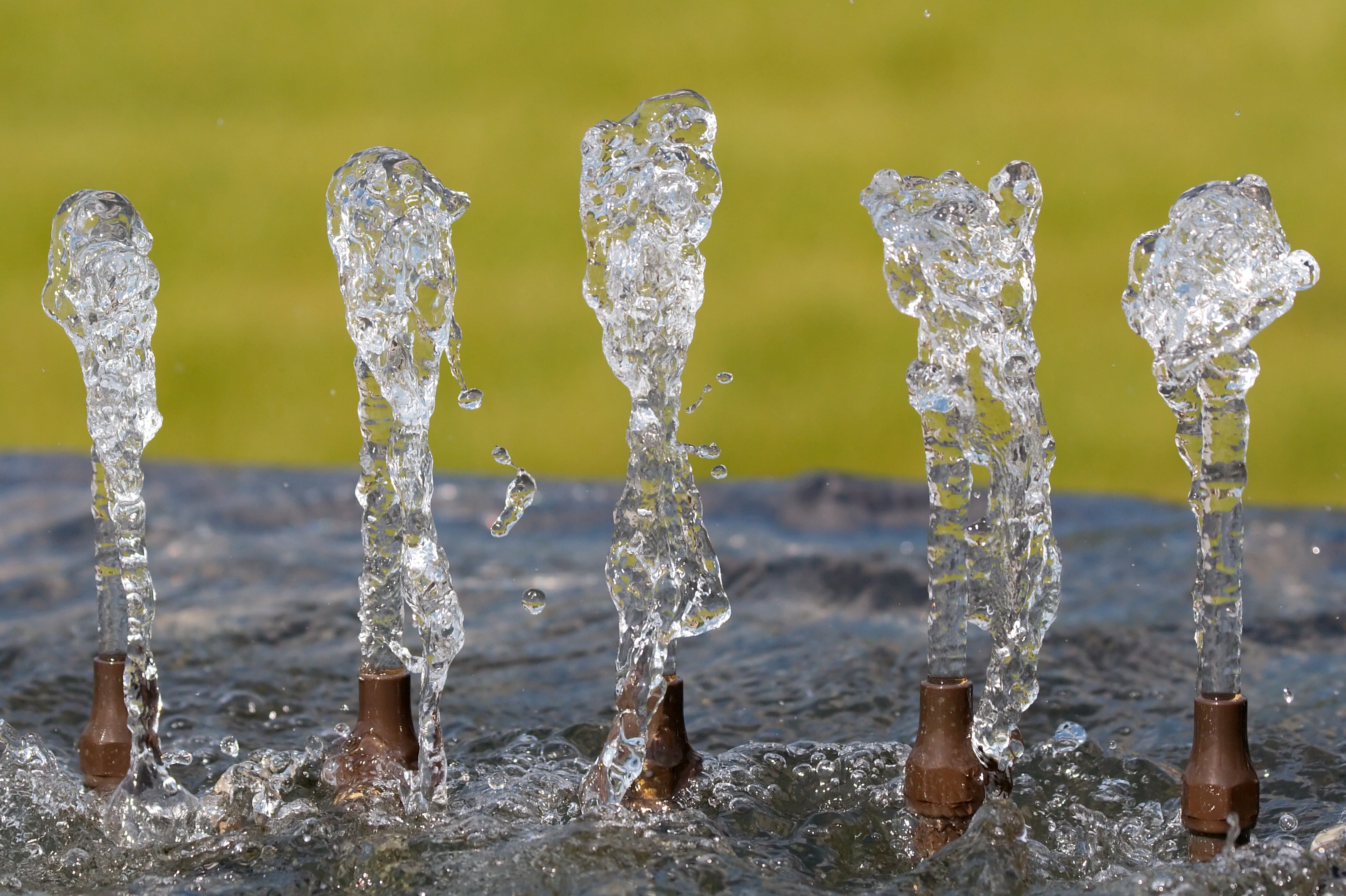
Acqua allo stato liquido
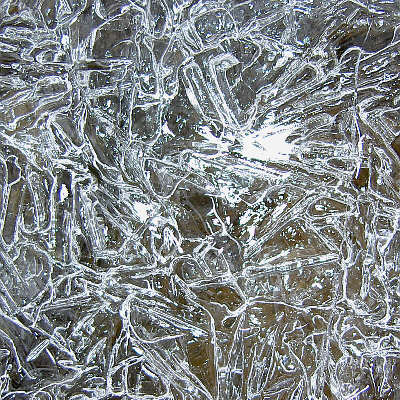
Ghiaccio
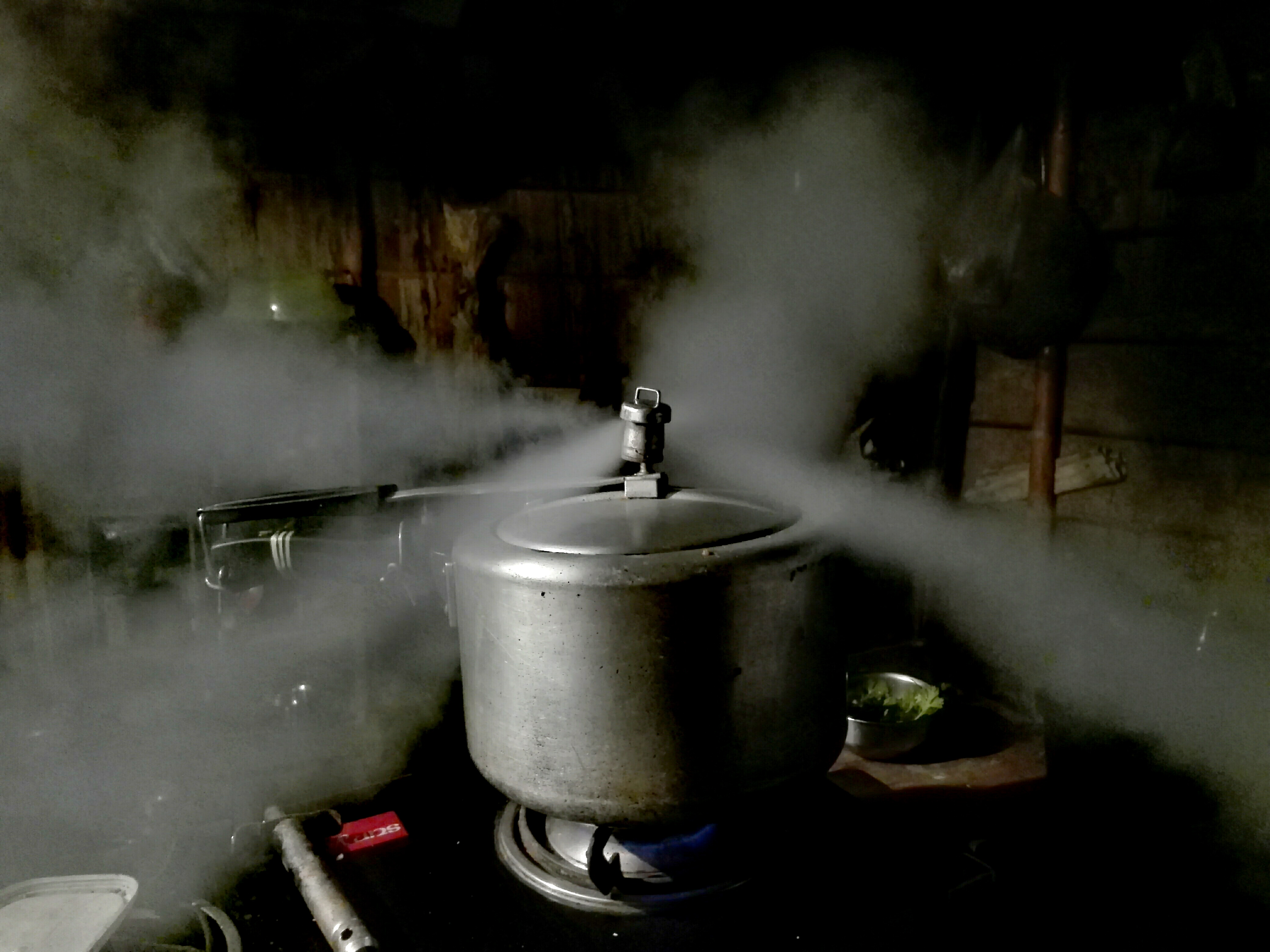
Fuoriuscita di vapore da una pentola a pressione
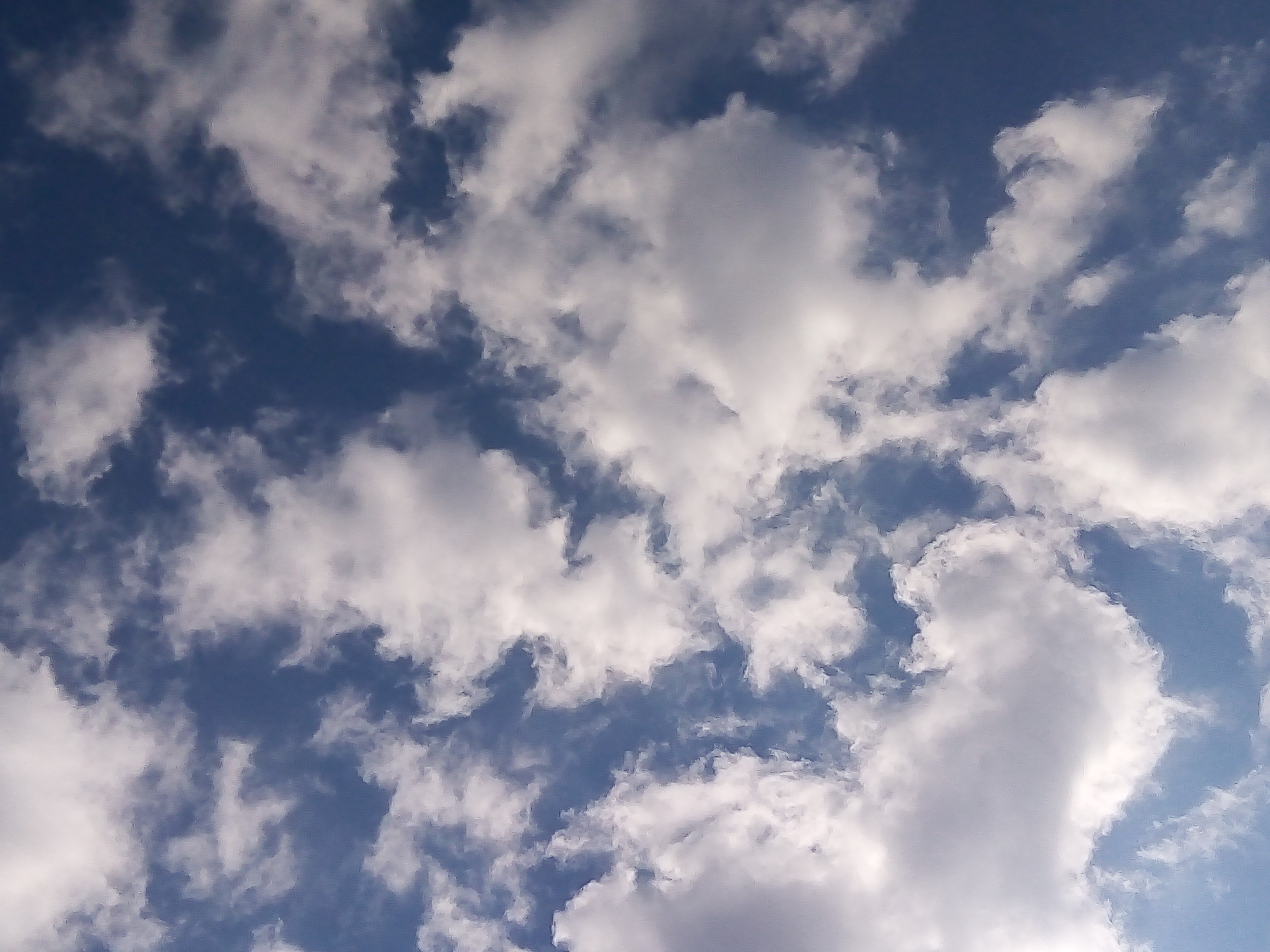
Le nuvole sono masse d'acqua condensata nell'atmosfera terrestre

Il ghiaccio e la neve con cui abbiamo a che fare nell'esperienza quotidiana presentano, di norma, una struttura cristallina esagonale (ghiaccio Ih). Solo leggermente meno stabile (metastabile) della forma esagonale è quella cubica (Ghiaccio Ic). Raffreddando il ghiaccio Ih si ha la formazione di una diversa configurazione, la forma del ghiaccio XI, nella quale i protoni presentano un'elevata mobilità.
A diverse temperature e pressioni possono esistere altri tipi di ghiaccio, che possono essere identificati nel diagramma di fase del ghiaccio. Tra questi, vi sono: II, III, V, VI, VII, VIII, IX, e X. Il passaggio da un ghiaccio all'altro avviene attraverso una transizione isotermica (come per tutte le transizioni di fase). Sotto opportune condizioni, tutti questi tipi possono esistere anche a temperatura ambiente. I vari tipi di ghiaccio differiscono per la loro struttura cristallina, ordinamento e densità.
Esistono due altre fasi del ghiaccio che sono metastabili: la IV e la XII. Il ghiaccio XII fu scoperto nel 1996 da C. Lobban, J.L. Finney e W.F. Kuhs. Nel 2006 sono state scoperte le forme XIII e XIV.
Oltre alle forme cristalline, l'acqua può esistere in stati amorfi: acqua solida amorfa, ghiaccio amorfo a bassa densità, ghiaccio amorfo ad alta densità, ghiaccio amorfo ad altissima densità e acqua vetrosa sottoraffreddata.
Esistono anche molecole d'acqua costituite da isotopi dell'idrogeno al posto del normale prozio (11H), che trovano impiego principalmente in ambito nucleare.
Nel 2016 viene scoperto un secondo stato liquido dell'acqua che si presenta ad una temperatura tra i 40º e i 60º con valori diversi di costante dielettrica e di rilassamento spin-reticolo cambiando il regime della dilatazione termica e della velocità di propagazione del suono.

### Acqua pesante e superpesante
L'acqua pesante (D2O o 21H2O) è un'acqua in cui gli atomi di idrogeno sono sostituiti da atomi di deuterio, isotopo dell'idrogeno avente peso atomico 2 uma. Il suo comportamento chimico è sostanzialmente uguale a quello dell'acqua. Gilbert Newton Lewis ha isolato il primo campione di pura acqua pesante nel 1933.
L'acqua pesante trova applicazione in quanto è un moderatore meno efficace dell'acqua comune (idrogeno + ossigeno) dei neutroni emessi dalla fissione nucleare ma ha una sezione di assorbimento dei neutroni molto inferiore. Nell'ingegneria nucleare l'acqua comune viene detta acqua leggera quando viene impiegata come refrigerante/moderatore del nocciolo di un LWR, sia in condizioni sottoraffreddate (reattori PWR) sia in condizioni di ebollizione (reattori BWR). L'origine di questo termine deriva dalla contrapposizione con il termine acqua pesante, che identifica una sostanza chimicamente simile all'acqua ma in cui l'isotopo più comune dell'idrogeno di peso 1 è sostituito con l'isotopo deuterio di peso 2; l'acqua pesante è impiegata come moderatore/refrigerante nei reattori CANDU.
Esiste anche un'altra forma meno stabile, chiamata acqua superpesante (T2O o 31H2O), in cui al posto degli atomi di idrogeno sono presenti atomi di trizio, isotopo dell'idrogeno avente peso atomico 3 uma.

### I cambiamenti di stato dell'acqua

Diagramma di fase dell'acqua

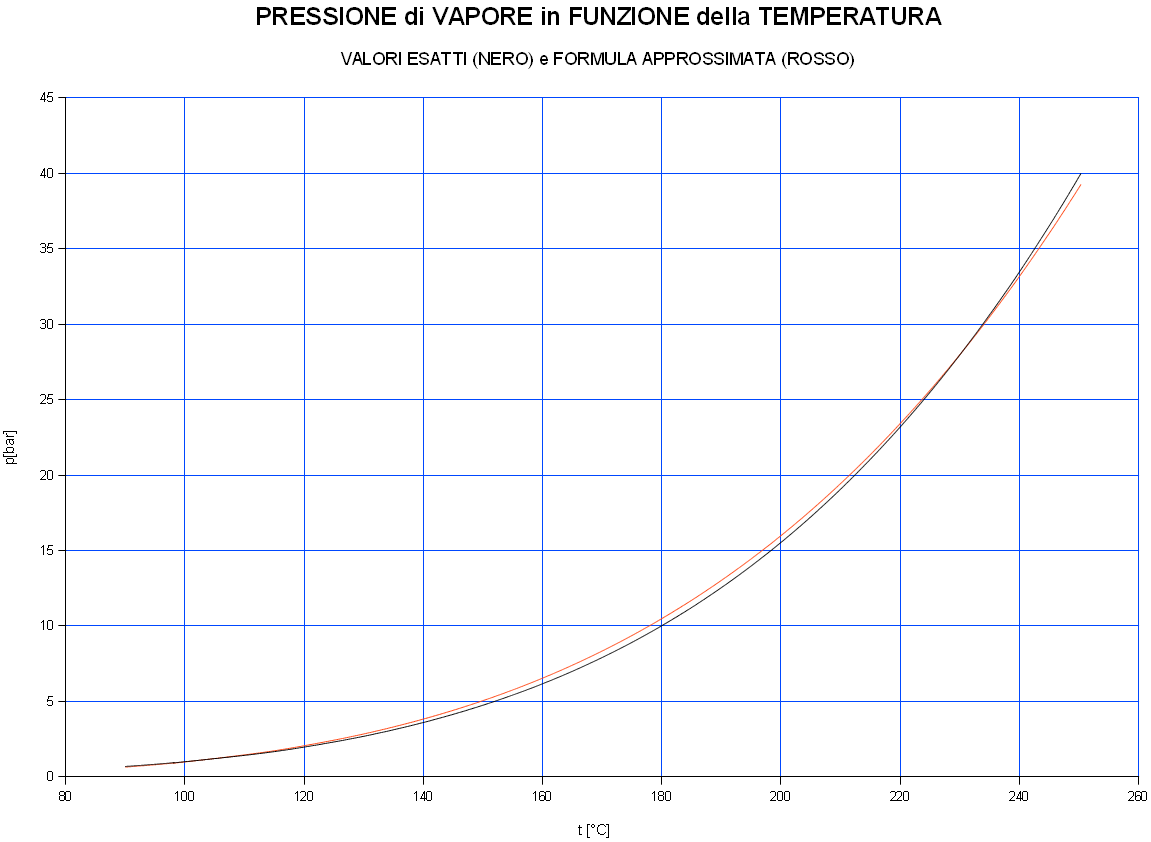
Pressione di vapore dell'acqua

L'acqua è una delle pochissime sostanze esistenti (insieme a gallio, bismuto e antimonio) in cui il processo di solidificazione avviene con un aumento di volume specifico (pari a circa 0,087 L/kg, alla temperatura di 0 °C (273,15 K) alla pressione di 1 atm), mentre il suo punto di ebollizione è a 100 °C (373,15 K).
Ciò comporta che alla diminuzione della temperatura, la pressione corrispondente al passaggio di stato solido-liquido aumenti sensibilmente: si ha una pendenza negativa della linea di passaggio solido-liquido nel diagramma di fase pressione-temperatura. In particolare, per ogni centesimo di grado Celsius (0,01 °C) di diminuzione della temperatura si ha un aumento della pressione di fusione di circa una atmosfera. Questa relazione è verificata fino alla pressione di 2070 atm e alla temperatura di -22 °C, oltre la quale si hanno altri stati allotropici.
Alla pressione atmosferica (1 atm) l'acqua bolle alla temperatura di 100 °C. Come per tutte le altre sostanze, durante la trasformazione è necessario fornire una certa quantità di calore (detto calore latente), che nel caso dell'acqua è più elevato di ogni altra sostanza nota: a condizioni di 0 °C e di 1 atm questo calore di vaporizzazione è infatti pari a 2501 kJ/kg.
Fra i 90 °C e i 250 °C vale la regola empirica per cui la pressione di vaporizzazione {\displaystyle p_{vap}} (in bar) è pari alla quarta potenza della centesima parte della temperatura di vaporizzazione {\displaystyle T_{vap}} (in gradi Celsius):
{\displaystyle p_{vap}=\left({\;T_{vap}\, \over 100}\right)^{4}}

#### L'acqua superionica
Nel 1999 fu previsto dal SISSA di Trieste e “Abdus Salam” International Centre for Theoretical Physics (ICTP) di Trieste in via teorica l'esistenza di una fase dell'acqua chiamata "superionica" o ghiaccio superionico.
A febbraio 2018 uno studio pubblicato su Nature Physics di ricercatori del Lawrence Livermore National Laboratory ne conferma l'esistenza.
Dopo una certa pressione gli ioni ossigeno prendono forma di reticolo cristallino, tipico di un solido mentre gli ioni idrogeno si ritrovano in uno stato liquido.

### Proprietà chimico-fisiche dell'acqua
L'acqua risulta blu perché quando la luce del sole, che contiene tutti i colori, vi penetra, alcuni colori vengono assorbiti dalle sue molecole, in particolare esse assimilano maggiormente i colori arancione e rosso, quindi quando la luce arriva ai nostri occhi ha minore colorazione arancione e rossa e ci appare come se fosse più blu rispetto a ciò che chiamiamo luce bianca.

Invece per quanto riguarda l'acqua marina il motivo della colorazione è un po' diverso: i plancton che vi vivono, infatti, assorbono un po' di luce blu e rossa mentre la grande quantità di materia organica disciolta assorbe quasi esclusivamente luce blu. Questo fa sì che la luce restante tenda ad un blu più profondo e violaceo rispetto all'azzurro pallido dell'acqua pura. Invece il colore verde turchese delle acque dei mari del sud e delle isole dei Caraibi è dovuto all'ingente presenza di fitoplancton, diffusore particolarmente efficace di luce gialla e verde.
Confrontata con altre sostanze dalle molecole simili per massa o omologhe di altri elementi dello stesso gruppo della tavola periodica (ad esempio l'acido solfidrico), l'acqua allo stato liquido presenta alcune anomalie:
- un punto di ebollizione molto alto;
- un volume molare piuttosto basso;
- un calore specifico elevato con un minimo a 35 °C;
- una viscosità che presenta un minimo alle alte pressioni;
- un punto di massimo nel diagramma densità-temperatura, per cui al di sotto della temperatura di massimo il liquido diminuisce di volume all'aumentare della temperatura.

Inoltre durante il processo di congelamento si ha un notevole aumento di volume.
Queste anomalie sono causate dal fatto che l'organizzazione cristallina, dovuta nel ghiaccio ai legami idrogeno, sussiste ancora nell'acqua liquida, costituendo un edificio macromolecolare lacunare con legami interni mobili che diminuiscono di numero all'aumentare delle temperature e che formano un insieme di agglomerati polimerici a grappolo in equilibrio dinamico, e di molecole libere o legate in catene o in anelli.
A differenza della maggior parte delle altre sostanze, per le quali la forma solida presenta una densità maggiore rispetto alla forma liquida, il ghiaccio è meno denso dell'acqua liquida. La densità dell'acqua è infatti massima a 4 °C, temperatura alla quale l'acqua è liquida. Ciò è dovuto appunto alla natura dei legami idrogeno, che tengono le molecole dell'acqua liquida più strette di quanto non lo siano allo stato solido.

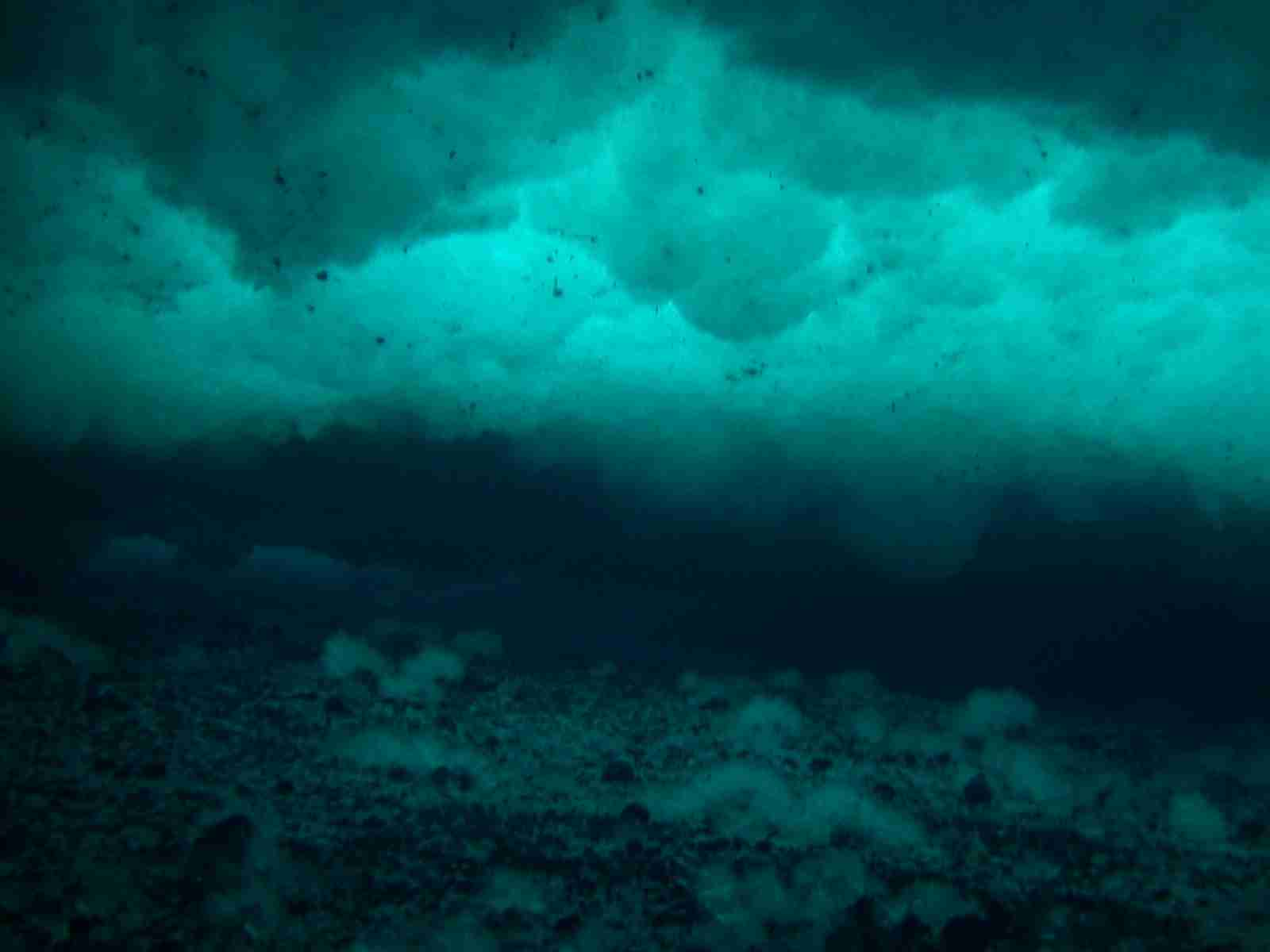
Le superfici ghiacciate dei laghi e degli oceani permettono lo sviluppo della vita nell'ambiente sottostante. Questo è possibile perché il ghiaccio, avendo una densità minore dell'acqua liquida, galleggia sopra di essa, per cui sotto il ghiaccio la temperatura sarà maggiore di 0 °C. Altrimenti la bassa temperatura non permetterebbe agli organismi marini di vivere.

Il fenomeno dell'espansione dell'acqua a basse temperature costituisce un vantaggio per tutte le creature che vivono in ambienti di acqua dolce d'inverno. L'acqua, raffreddandosi in superficie, aumenta di densità e scende verso il fondo innescando correnti convettive che raffreddano uniformemente l'intero bacino. Quando la temperatura in superficie scende sotto i 4 °C questo processo si arresta, e per la spinta di Archimede l'acqua più fredda rimane in superficie, dove, con un ulteriore calo della temperatura, forma uno strato di ghiaccio. Se l'acqua non avesse questa particolarità, i laghi ghiaccerebbero interamente, e di conseguenza tutte le forme di vita presenti morirebbero.
La situazione nelle acque salate è differente: il sale contenuto nell'acqua abbassa infatti sia il punto di congelamento dell'acqua (di circa 2 °C, per il fenomeno dell'abbassamento crioscopico) sia la temperatura a cui l'acqua raggiunge la sua massima densità (fino a circa 0 °C). Quindi nelle acque marine i moti convettivi che portano verso il fondo l'acqua più fredda non sono bloccati dal gradiente di densità, come avviene nelle acque dolci. Per questo le creature che vivono sul fondo degli oceani artici si sono dovute adattare, durante il loro processo evolutivo, a sopravvivere a temperature prossime a 0 °C.
Alle normali condizioni di salinità dell'acqua di mare, l'acqua congela a circa −1,9 °C. Il ghiaccio che si forma è sostanzialmente privo di sale (per cui presenta una densità pressoché uguale a quella del ghiaccio di acqua dolce). Questo ghiaccio galleggia sulla superficie, mentre il sale che ne è stato "espulso" aumenta la salinità e la densità dell'acqua circostante, la quale scende per convezione verso il fondo.
Le condizioni di temperatura e pressione in cui le fasi solida, liquida e gassosa di una sostanza coesistono in equilibrio tra loro è detta punto triplo. Per l'acqua il punto triplo viene assunto come riferimento per la misurazione della temperatura, avendo fissato per convenzione che questi è a 273,16 K (e a 0,01 °C); la pressione al punto triplo dell'acqua è di 611,2 Pa, che è un valore molto basso, se si considera che al livello del mare la pressione atmosferica vale mediamente 101.300 Pa.

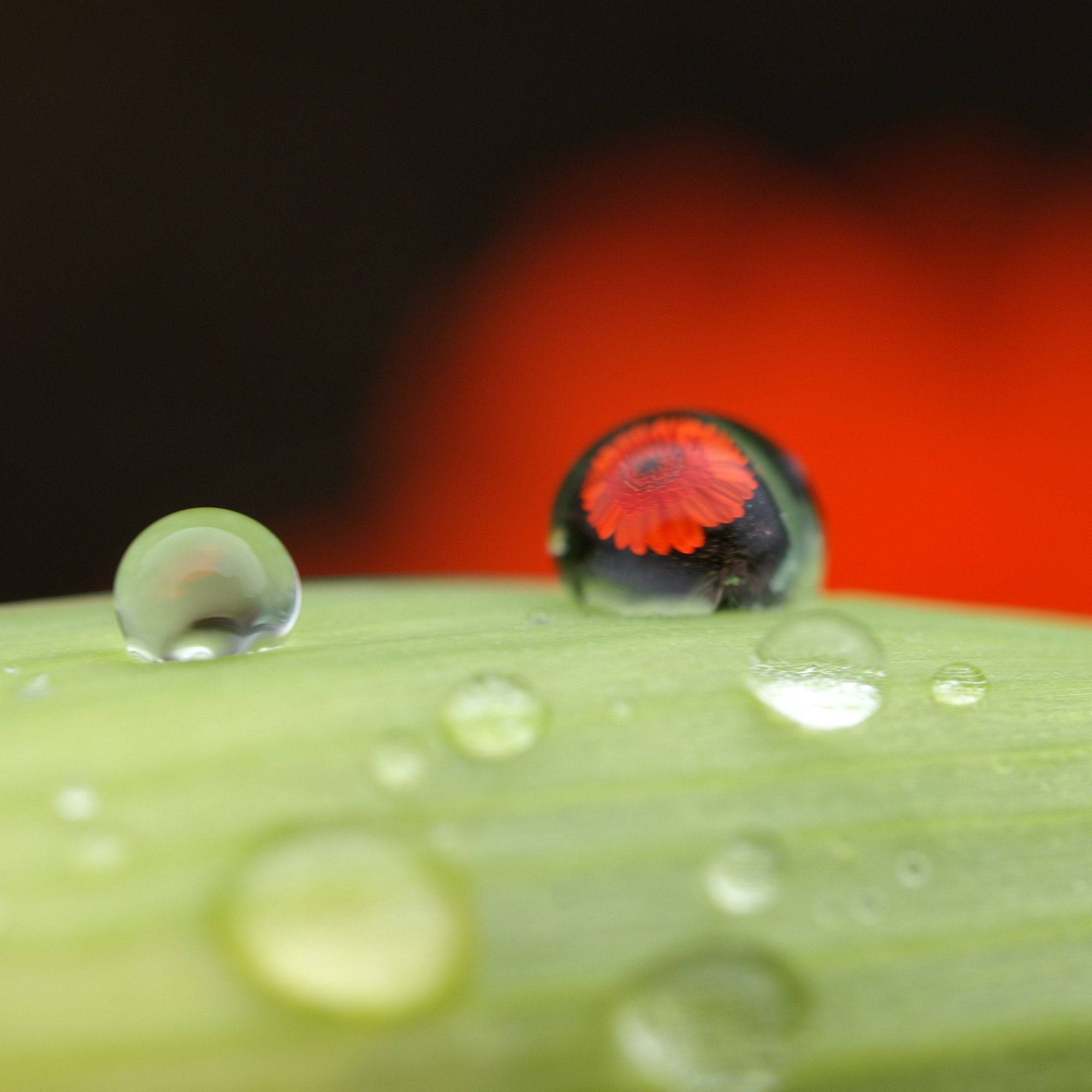
L'elevata tensione superficiale è osservabile nella formazione delle gocce.

L'acqua possiede un'elevata tensione superficiale, osservabile dalla geometria sferica delle gocce d'acqua e dal fatto che alcuni oggetti (ad esempio un ago) o insetti riescono a galleggiare sulla superficie dell'acqua.
Altra diretta conseguenza della tensione superficiale è la capillarità. Essa consiste nella capacità dell'acqua di risalire (per brevi tratti) in fessure e tubi sottilissimi. Tanto più la fessura è sottile tanto maggiore sarà lo spostamento acropeto (verso l'alto).
La tensione superficiale svolge un ruolo fondamentale nelle funzioni di molti organismi viventi. Un esempio è il trasporto dell'acqua negli xilemi degli steli delle piante; la tensione superficiale mantiene la colonna d'acqua unita e forze adesive mantengono l'acqua aderente allo xilema. Colonne altrettanto alte e sottili di liquidi meno coesi e meno aderenti si spezzerebbero, formando sacche d'aria o di vapore, rendendo inefficiente (o addirittura impossibile) il trasporto del liquido attraverso lo xilema.
L'acqua pura (distillata) è un buon isolante elettrico (cioè un cattivo conduttore). Ma, essendo anche un buon solvente, nella pratica sovente reca in sé tracce di sali disciolti in essa, che, con i loro ioni la rendono un buon conduttore di elettricità.
Date le sue buone capacità solventi, l'acqua pura non è reperibile in natura. Per semplice esposizione all'aria, l'acqua ne dissolve l'anidride carbonica, formando una soluzione molto diluita di acido carbonico che può arrivare fino ad un valore di pH 5,6. Analogamente le gocce di pioggia presentano sempre una seppur minima acidità. La presenza di ossidi di zolfo o di azoto nell'atmosfera, tramite la loro dissoluzione nelle gocce di pioggia, porta a piogge acide aventi valori di pH minori di 5 (in Italia si sono registrati anche piogge acide con valori di pH intorno a 3,5), i cui effetti sull'ambiente sono ben più seri. Il pH dell'acqua di mare è tra 7,7 e 8,4.

### La natura dipolare dell'acqua

Disposizione degli atomi nella molecola dell'acqua.

Una importante caratteristica dell'acqua è data dalla polarità della sua molecola, con momento di dipolo molecolare pari a 1,847 D. La forma della molecola dell'acqua è assimilabile a un tetraedro con l'atomo di ossigeno al centro, due atomi di idrogeno a due dei vertici e due doppietti elettronici non condivisi (lone pairs) agli altri due. Questi ultimi, per via della repulsione elettrostatica, distorcono leggermente la struttura tetraedrica, facendo sì che l'angolo formato dai due legami O-H sia di 104,45º, inferiore ai 109.5º di un tetraedro regolare. Gli elettroni sono maggiormente attratti verso l'atomo di ossigeno, essendo questo più elettronegativo dell'idrogeno, pertanto i legami che si formano tra gli atomi di H e l'atomo di O sono chiamati "covalenti polari", in quanto presentano una parziale carica negativa in corrispondenza dell'atomo di ossigeno (2 δ-) e una parziale carica positiva in corrispondenza degli atomi di idrogeno (δ+).
È estremamente rilevante il fatto che l'acqua, essendo un composto anfotero, si autodissoci seppur in maniera estremanente limitata in anioni idrossido e cationi idrossonio. In effetti, da misure accurate risulta che l'acqua pura ha un pH pari a 7,00 a 25 °C e pressione ambiente.
Una molecola che presenta questo squilibrio di cariche elettriche è detta essere un dipolo elettrico. Le cariche fanno sì che molecole d'acqua vengano attratte reciprocamente l'una dall'altra. Questa attrazione nell'acqua è particolarmente intensa (anche se è molto più debole dei legami covalenti interni alla molecola stessa) e prende il nome di legame a idrogeno (o H-bond) e spiega molte delle proprietà fisiche tipiche dell'acqua.
La presenza del legame a idrogeno spiega ad esempio i valori relativamente alti del punto di fusione e del punto di ebollizione dell'acqua: è necessaria infatti una maggiore energia (rispetto a sostanze meno polari) per rompere i legami a idrogeno che tengono unite le molecole le une alle altre. Ad esempio l'acido solfidrico, H2S (simile per geometria ma incapace di formare legami a idrogeno), è un gas a temperatura ambiente, pur avendo un peso molecolare quasi doppio rispetto all'acqua.

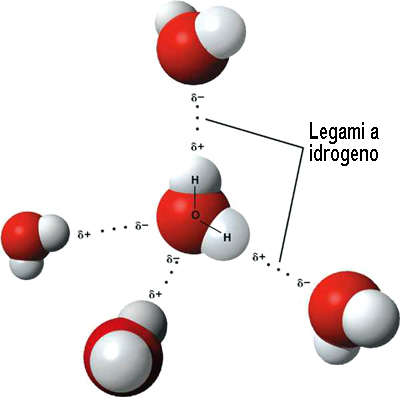
Rappresentazione del legame idrogeno che si instaura tra più molecole di acqua. Il numero massimo di molecole di acqua legate con legame idrogeno a ciascuna molecola di acqua è pari a 4. Nella realtà, le molecole possono trovarsi ad una distanza non sufficiente a formare tale legame: ad esempio a temperatura e pressione ambiente il numero di legami idrogeno medio per ciascuna molecola di acqua è, secondo Stillinger, pari a circa 1,35.

Sempre al legame a idrogeno è da attribuire l'elevata capacità termica specifica. Il legame a idrogeno spiega anche l'insolito comportamento dell'acqua quando questa congela: a causa di questo legame, quando la temperatura si abbassa fino al punto di congelamento, le molecole di acqua si organizzano in una struttura cristallina dalla simmetria esagonale tipica del ghiaccio, che risulta essere meno densa dell'acqua liquida.
Dal fatto che il ghiaccio sia meno denso dell'acqua liquida discende che il ghiaccio può essere fuso anche in seguito ad un aumento di pressione. Tale pressione risulta essere piuttosto elevata. Allo stato solido ogni molecola di acqua si lega con altre quattro molecole mediante legami a idrogeno in una configurazione tetraedrica, dando luogo ad una conformazione tridimensionale a strati costituiti di anelli esagonali.
Allo stato liquido la continua formazione e rottura di legami a idrogeno dà luogo ad aggregati fluttuanti (chiamati "domini") molto estesi (dell'ordine di decine di molecole), dovuti al fatto che la formazione di un legame a idrogeno (H-bond) fra due molecole ne induce la formazione di un altro, innescando una sorta di reazione a catena. Ogni dominio ha una struttura simile a quella del ghiaccio; secondo una ricerca americana, a temperature tra 0 e 100 °C e pressione atmosferica, ogni molecola di acqua è circondata mediamente da altre 4,7 molecole e la distanza fra due atomi di ossigeno di molecole attigue è di circa 3 Å, rendendo così molto influenti le interazioni a corto raggio. In particolare, ogni molecola di acqua instaura, alle condizioni anzidette, circa 1,35 legami idrogeno con le molecole di acqua vicine. L'esistenza di questi domini impartisce all'acqua un elevato grado di strutturazione, che ne determina molte caratteristiche peculiari.
La durata della vita media di un dominio è un argomento molto controverso ed oggetto di dibattito; tralasciando le più o meno recenti polemiche sulla cosiddetta "memoria dell'acqua", la vita media di un dominio è comunemente ritenuta essere dell'ordine di 0,1 ns, ma esistono teorie ed evidenze sperimentali secondo cui potrebbe essere molto più lunga, cioè di alcuni secondi o anche più; secondo altre ricerche, invece, sarebbe assai più breve, dell'ordine dei 50 fs. Si è recentemente appurato, inoltre, che i processi di rilassamento nell'acqua avvengono seguendo diverse scale temporali; ciò vuol dire che coesistono aggregati molecolari diversi, ognuno con la propria struttura, che danno luogo ad un quadro estremamente complesso.

Sfera di idratazione attorno ad uno ione sodio

Le macromolecole biologiche e le strutture sopramolecolari interagiscono con le molecole di acqua vicine (acqua di idratazione), modificandone alcune caratteristiche e subendo a loro volta modifiche nelle proprie caratteristiche. Le molecole di acqua dello strato di idratazione, ad esempio, hanno un'orientazione preferenziale ed una limitata libertà di movimento rotazionale e traslazionale, che fa passare i tempi di correlazione dai 10−12 s dell'acqua pura ai 10−6÷10−9 s dell'acqua dei gusci di idratazione.
L'acqua forma clatrati idrati, costituiti da "gabbie" di molecole di acqua che circondano molecole o ioni estranei. Al di là dell'interesse per la loro struttura, che illustra quale organizzazione possa imporre il legame a idrogeno, gli idrati clatrati si assumono spesso a modello della maniera in cui l'acqua sembra organizzarsi intorno ai gruppi apolari, quali ad esempio quelli delle proteine.
Alcuni composti ionici formano idrati clatrati nei quali l'anione è incorporato nell'intelaiatura dei legami a idrogeno. Questo tipo di clatrati ricorre frequentemente con gli accettori di legame a idrogeno molto forti, quali F- e OH-. Le molecole di acqua inoltre mediano alcune reti di legami a idrogeno intracatena ed intercatena, contribuendo alla stabilizzazione ed al ripiegamento del collagene, che è una delle proteine più importanti in natura.

### L'acqua come solvente

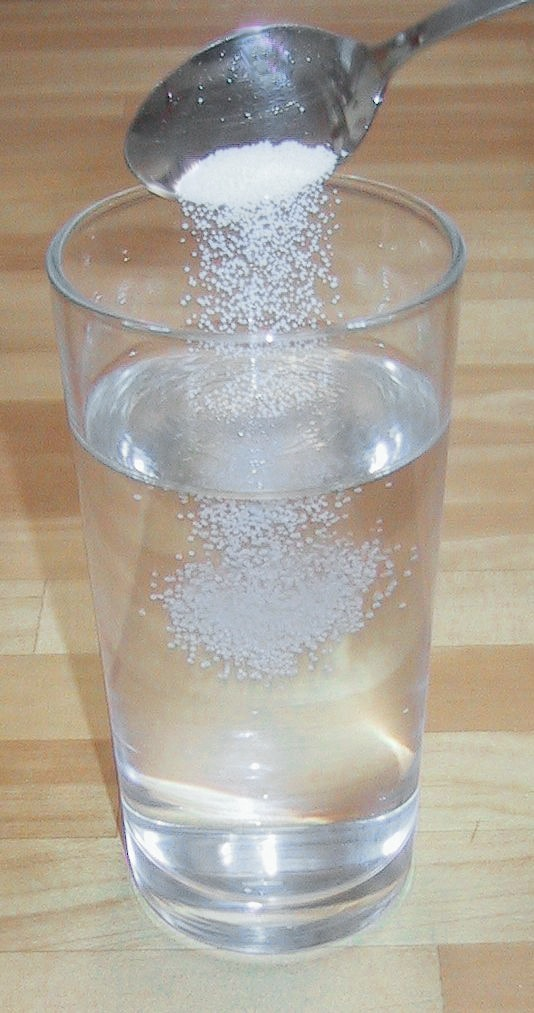
Miscuglio omogeneo (soluzione) di acqua e sale

Chimicamente l'acqua è un buon solvente. Le proprietà solventi dell'acqua sono essenziali per gli esseri viventi, dal momento che consentono lo svolgersi delle complesse reazioni chimiche che costituiscono le basi della vita stessa (ad esempio, quelle che avvengono nel sangue o nel citoplasma della cellula).
Il comportamento di solvente dell'acqua è determinato dalla polarità della sua molecola: quando un composto ionico o polare viene disciolto in acqua, viene circondato dalle molecole di acqua, le quali, si inseriscono tra uno ione e l'altro o tra una molecola e l'altra di soluto (grazie alle loro piccole dimensioni), orientandosi in modo da presentare ad ogni ione (o estremità polare) del soluto la parte di sé che reca la carica opposta; questo indebolisce l'attrazione tra gli ioni (o tra le molecole polari) e rompe la struttura cristallina; ogni ione (o ogni molecola polare) si ritrova quindi solvatato (o idratato), cioè circondato completamente da molecole d'acqua che interagiscono con esso.
Un esempio di soluto ionico è il comune sale da cucina (cloruro di sodio), un esempio di soluto molecolare polare è lo zucchero.
In generale, le sostanze ioniche polari (quali acidi, alcoli e sali) sono abbastanza solubili in acqua, mentre non lo sono le sostanze non polari (quali grassi ed oli). Le molecole non polari non si miscelano all'acqua, perché per quest'ultima è favorita dal punto di vista energetico la formazione di legami a idrogeno al suo interno, piuttosto che la formazione di legami di Van der Waals con molecole non polari.

### La natura anfotera dell'acqua

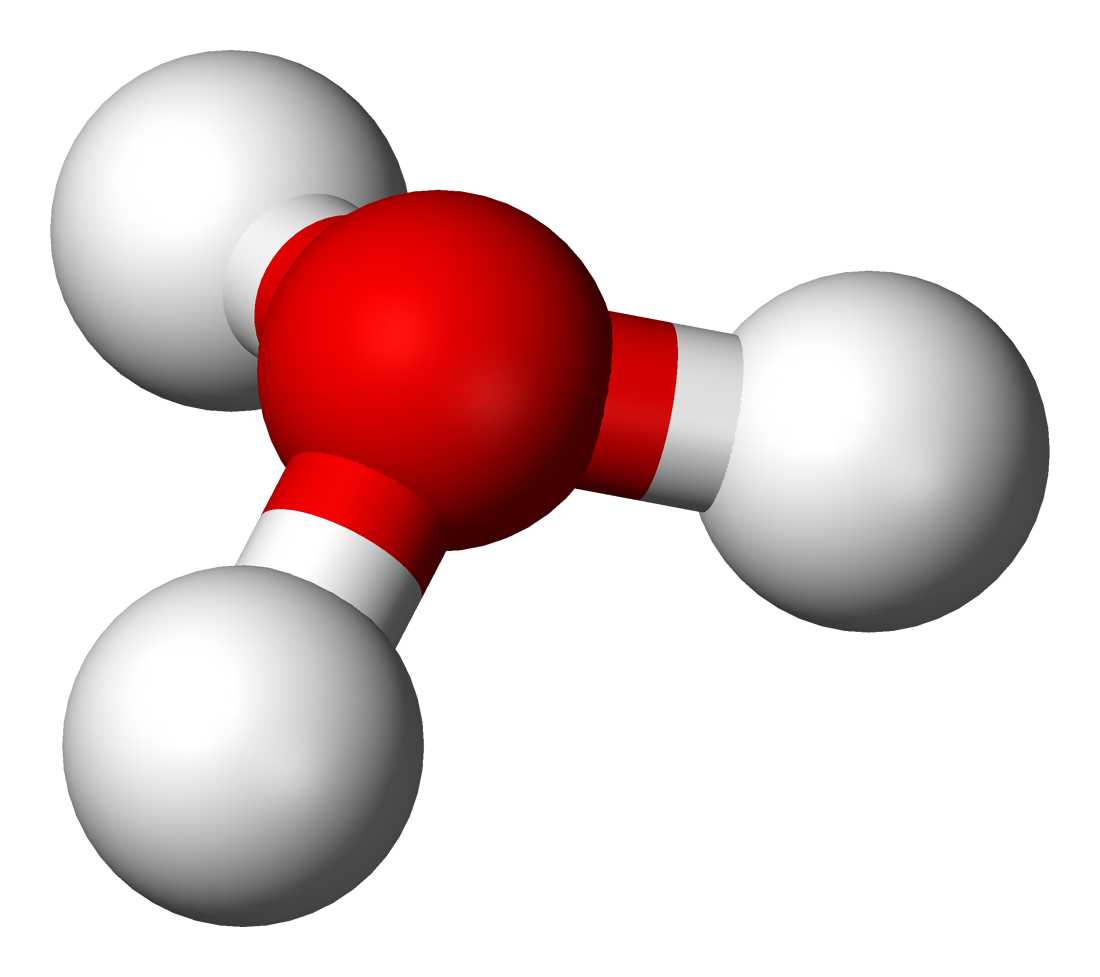
La struttura tridimensionale dello ione idronio o idrossonio

L'acqua è una sostanza anfotera, ovvero capace di comportarsi sia da acido che da base.
A pH 7 (condizione di neutralità) la concentrazione di ioni idrossido OH- è uguale a quella di ioni idrogeno H+ (o meglio ioni idrossonio H3O+). Quando questo equilibrio viene alterato, la soluzione diventa acida (maggiore concentrazione di ioni idrogeno) o basica (maggiore concentrazione di ioni idrossido).
In presenza di un acido più forte di essa, l'acqua si comporta da base, in presenza di un acido più debole di essa, l'acqua si comporta da acido.
Ad esempio, nell'equilibrio:
{\displaystyle {\ce {HCl + H2O <=> H3O+ + Cl-}}}
l'acqua si comporta come base ed accetta lo ione H+ di un altro acido (HCl, nell'esempio).
Invece nella reazione con l'ammoniaca:
{\displaystyle {\ce {NH3 + H2O <=> NH4+ + OH-}}}
è l'acqua ad agire da acido, donando il suo ione H+ a quest'ultima.
Lo ione H3O+, presente sempre in piccole quantità insieme alla normale molecola d'acqua, si forma in seguito alla reazione chimica di "autoprotolisi dell'acqua":
{\displaystyle {\ce {2H2O <=> H3O+ + OH-}}}
Questa reazione è anche nota come autoionizzazione, "semi-ionizzazione" o "autodissociazione" dell'acqua, e spiega la natura anfotera dell'acqua.

## L'importanza biologica dell'acqua

Composizione percentuale (in massa) del corpo umano. L'acqua rappresenta il 65% circa della massa corporea.

L'acqua è una componente fondamentale di tutti gli organismi viventi presenti sul nostro pianeta. Si trova in elevate percentuali nelle cellule (in particolare nel citoplasma e nei vacuoli, presenti nelle cellule vegetali e in alcuni protisti), al cui interno viene convogliata attraverso il processo di pinocitosi. Nel protoplasma di tutte le cellule, sia procarioti sia eucarioti, l'acqua rappresenta il composto predominante e agisce come solvente per tutte le biomolecole (come carboidrati, proteine, vitamine idrosolubili ecc.), dando loro la possibilità di reagire tra di loro nelle varie reazioni biochimiche. Oltre che come solvente, l'acqua partecipa attivamente come reagente in diverse reazioni metaboliche, soprattutto quelle di idrolisi, ed è, assieme all'anidride carbonica, uno dei principali reagenti della fotosintesi clorofilliana; è inoltre, sempre assieme alla CO2, il prodotto conclusivo del processo di respirazione cellulare.
Essendo il principale costituente della gran parte dei viventi, l'acqua è quindi presente anche nell'organismo umano, in percentuali variabili a seconda dell'età, del sesso e del peso. I fluidi corporei che hanno il maggiore contenuto di acqua sono il liquido cefalo-rachidiano (99%), il midollo osseo (99%) e il plasma sanguigno (85%). Risulta quindi di fondamentale importanza per il trasporto dei nutrienti in tutti i distretti corporei e per l'eliminazione e l'escrezione, tramite l'urina, delle scorie prodotte nelle reazioni biochimiche. L'acqua inoltre svolge una funzione determinante nella regolazione della temperatura corporea (tramite la sudorazione) e della concentrazione dei sali minerali; partecipa inoltre alla digestione, favorendo il transito intestinale e l'assorbimento delle sostanze nutritive. Proprio perché l'acqua deve essere presente in quantità molto elevate nell'alimentazione umana viene classificata come "macronutriente".
Nelle piante è il componente principale della linfa, che ha la funzione di trasportare i principi nutritivi in tutti i tessuti, e dei vacuoli, che regolano la pressione osmotica. Nell'organismo umano l'acqua costituisce il 65% del peso corporeo, diminuendo gradualmente all'avanzare dell'età e a seconda del sesso.
|         | Bambino | Uomo | Donna |
| ------- | ------- | ---- | ----- |
| Magro   | 80      | 65   | 55    |
| Normale | 70      | 60   | 50    |
| Obeso   | 65      | 55   | 45    |

## L'acqua nell'universo

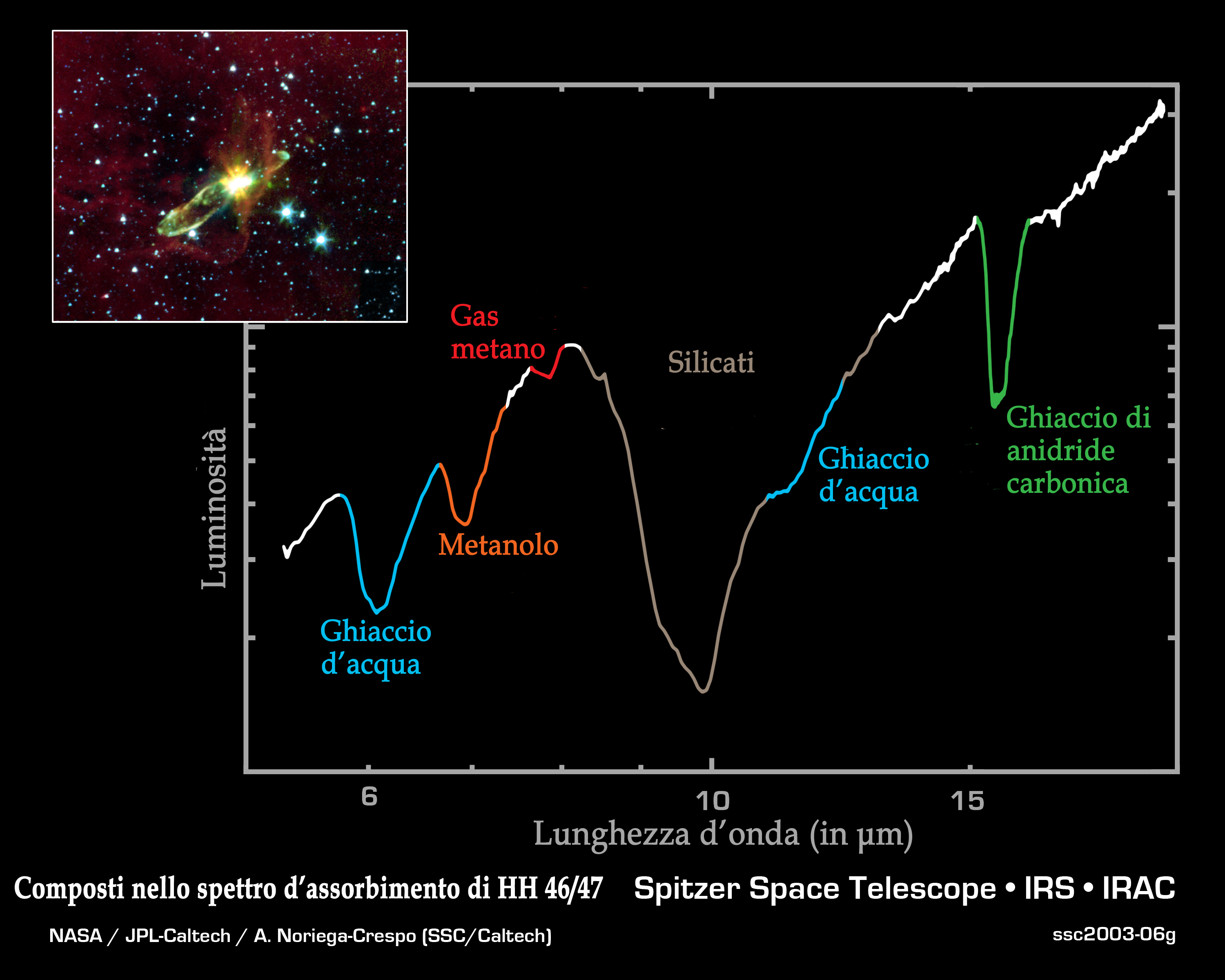
Diagramma che mostra la composizione della nebulosa di Herbig-Haro HH46, al cui interno sono state rinvenute consistenti quantità di ghiaccio d'acqua

Nelle nubi interstellari della nostra galassia, la Via Lattea, è stata riscontrata la presenza di molecole d'acqua. Si presume che l'acqua sia abbondante anche in altre galassie, dato che i suoi componenti elementari (idrogeno e ossigeno) sono tra i più abbondanti elementi dell'universo. Inoltre, il rilevamento di una grossa quantità d'acqua in un quasar distante 12 miliardi di anni luce, dimostra che l'acqua sia stata presente nell'universo per quasi tutta la sua esistenza.
Gran parte dell'acqua presente nell'universo potrebbe essere un prodotto secondario della fase di formazione stellare. Le stelle, al termine della loro formazione, emettono un vento stellare particolarmente intenso, accompagnato dall'emissione di un grande flusso di gas e polveri; quando questo flusso impatta contro il gas residuo della nube molecolare, si generano delle onde d'urto che comprimono e riscaldano i gas. L'acqua riscontrata all'interno delle nebulose in cui è presente un'attività di formazione stellare si è originata rapidamente a partire dal gas compresso riscaldato.
Un "sottoprodotto" della fase di formazione stellare è la formazione di sistemi planetari, anche simili al sistema solare. In simili sistemi sarebbe possibile rintracciare acqua su corpi celesti non molto caldi, quali comete, pianeti e satelliti.

### Ghiaccio d'acqua
Sotto forma di ghiaccio, è stata trovata su:
- Luna, nei crateri lunari[72]
- Cerere[73]
- Marte (per lo più tracce)[74]
- i satelliti di alcuni pianeti, tra cui Titano, Europa, Encelado, Tritone e anche, come mostrato dal sorvolo ravvicinato della sonda New Horizons nel 2015, sul pianeta nano Plutone.[75]

Ghiaccio sarebbe contenuto anche nell'interno di Urano e Nettuno, oltre che nelle comete.

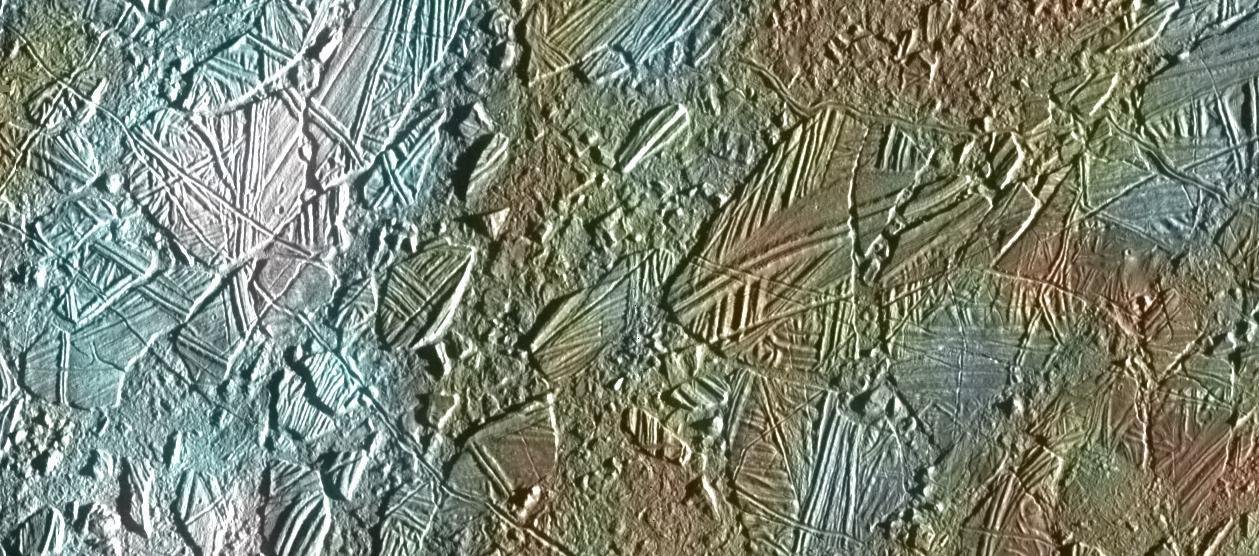
Distese ghiacciate sul satellite Europa

### Vapore acqueo
Allo stato gassoso (vapore acqueo) è stata trovata su:
- Mercurio (3,4% nell'atmosfera e in alte percentuali nell'esosfera)[77]
- Atmosfera di Venere: 0,002%[78]
- Luna (piccole tracce ad alte latitudini)[79]
- Atmosfera di Marte: 0,03%[80]
- Cerere (nei geyser)[81]
- Atmosfera di Giove: 0,25%[82]
- Europa: in alte percentuali nei geyser[83]
- Encelado (in alte percentuali nei geyser[84])
- sugli esopianeti, come ad esempio HD 189733 b[85], HD 209458 b[86] o GJ 9827 d.[87]

### Acqua liquida
Nel nostro sistema solare, concreta è la possibilità che acqua liquida sia presente anche al di sotto della superficie delle lune di Saturno Encelado e Dione e della luna di Giove Europa, visitate rispettivamente dalla sonda Cassini-Huygens e dalla Galileo. Studi degli anni 2010 e successivi suggeriscono che anche Ganimede, Titano, Cerere e Plutone potrebbero avere acqua liquida sotto la superficie.

### L'acqua e la zona abitabile
La presenza di acqua liquida (e in misura minore nelle forme gassosa e solida) sulla Terra è una condizione essenziale per lo sviluppo e il sostentamento della vita come la conosciamo. La Terra presenta tali condizioni favorevoli poiché si trova in quella che gli astronomi definiscono zona abitabile del sistema solare, ovvero una stretta fascia orbitale in cui l'irraggiamento da parte del Sole è tale da mantenere l'acqua allo stato liquido: infatti, se solo il nostro pianeta fosse stato più lontano,o più vicino alla nostra stella, anche solo del 5% (otto milioni di chilometri), le condizioni in grado di mantenere simultaneamente i tre stati fisici dell'acqua avrebbero avuto minori possibilità di verificarsi.
Definire la nozione di abitabilità planetaria comincia dallo studio delle stelle: infatti, l'abitabilità di un pianeta dipende in buona parte dalle caratteristiche del sistema planetario, e dunque della stella, che lo ospita. Si stima attualmente che il dominio spettrale appropriato per le stelle con pianeti abitabili vada dall'inizio della classe F o G fino a metà della classe spettrale K; si tratta di stelle non troppo calde né troppo fredde, che stanno nella sequenza principale sufficientemente a lungo perché la vita abbia possibilità di comparire ed evolvere sino anche a forme complesse. Questo tipo di stelle costituisce probabilmente dal 5 al 10% delle stelle della nostra galassia.
Poco favorevoli ad ospitare la vita sembrano essere i sistemi planetari attorno alle nane rosse, ovvero le stelle tra la classe K e la classe M. Esse, pur avendo periodi di vita estremamente lunghi (teoricamente, anche centinaia di miliardi di anni o più), possiedono delle luminosità così basse che, perché le condizioni di insolazione della superficie del pianeta siano favorevoli alla vita, esso dovrebbe orbitare ad una distanza tale che le forze di marea lo vincolerebbero in un'orbita sincrona; inoltre, alcune nane rosse manifestano dei violenti episodi di variabilità. Tuttavia, la questione concernente l'effettiva abitabilità dei sistemi planetari delle nane rosse resta aperta e riveste grandissima importanza, in quanto la maggioranza delle stelle (circa il 65 %) della Galassia fanno parte di questa categoria.

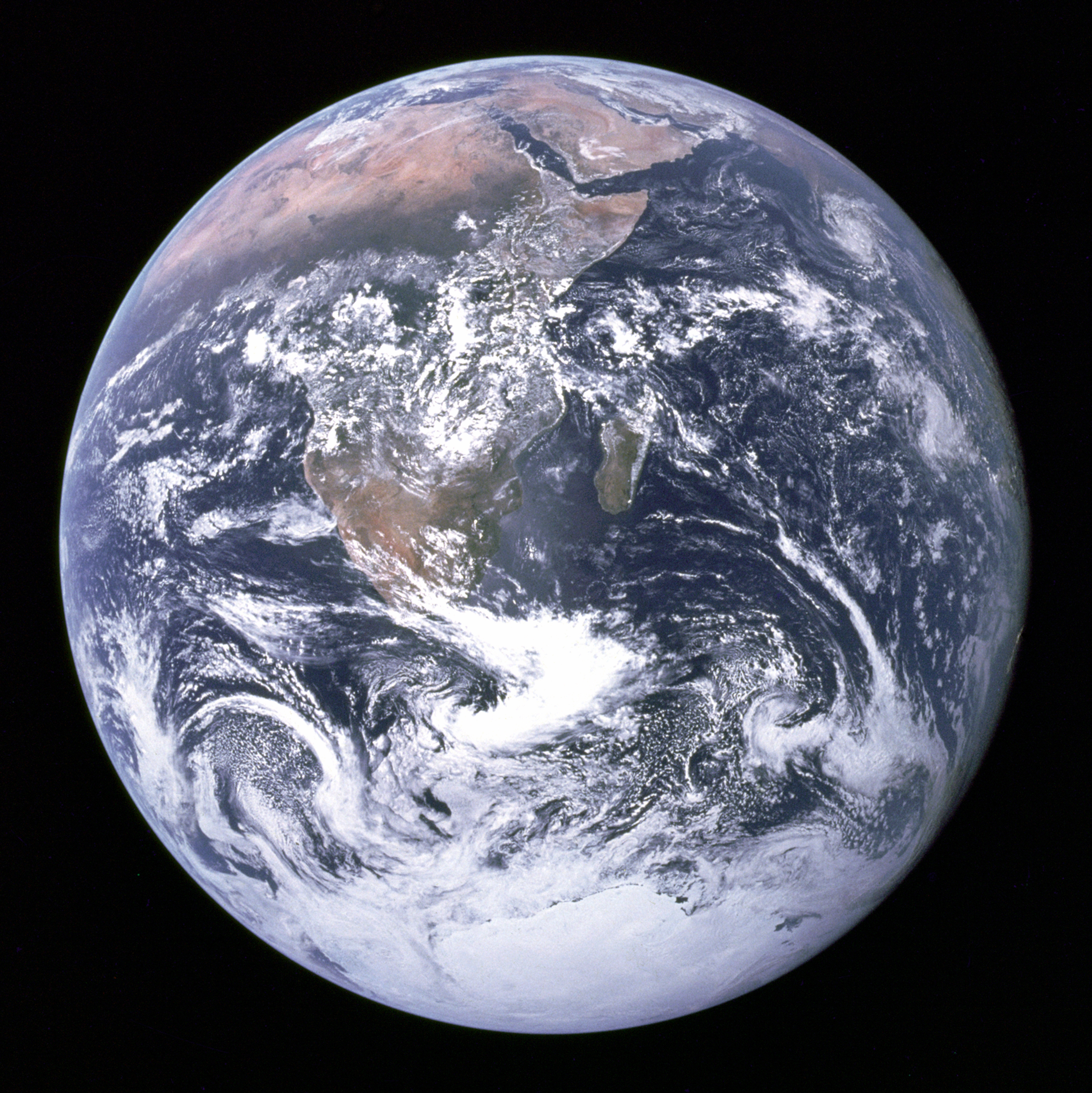
La Terra presenta le condizioni geologiche ed astronomiche favorevoli al mantenimento di acqua liquida in superficie.

Perché possa ospitare condizioni favorevoli alla presenza di acqua liquida, un pianeta deve possedere una gravità superficiale in grado di trattenere un cospicuo involucro atmosferico; essa non deve essere troppo grande (in quanto potrebbe mantenere allo stato solido l'acqua anche ad elevate temperature), ma neanche troppo piccola (in quanto tratterrebbe solamente una tenue atmosfera, causando eccessive escursioni termiche e favorendo l'accumulo di acqua solamente nelle regioni polari). La presenza poi di vapore acqueo e diossido di carbonio nell'atmosfera causa un effetto serra che consente di mantenere stabile la temperatura superficiale.
È stato suggerito che le stesse forme di vita possano contribuire a mantenere le condizioni favorevoli alla propria esistenza. La temperatura superficiale sulla Terra è stata relativamente costante nel susseguirsi delle ere geologiche, nonostante le variazioni, anche forti, dell'insolazione media superficiale, e questo indicherebbe che una serie di processi dinamici regolerebbero la temperatura del pianeta tramite una combinazione di gas serra e dell'albedo superficiale o atmosferico. Tale teoria prende il nome di Ipotesi Gaia.
Diverse sono le teorie in merito all'origine dell'acqua sulla Terra. Le due ipotesi più accreditate ritengono che l'acqua o sia giunta sulla Terra a seguito degli impatti con le comete e asteroidi, molto frequenti agli albori del sistema solare, oppure a seguito della grande attività vulcanica della Terra primordiale avrebbe rilasciato nell'atmosfera grandi quantità di vapore acqueo, poi precipitato al suolo sotto forma di fenomeni idrometeorici.

## L'acqua sulla Terra

### Caratterizzazione chimico-fisica delle acque naturali

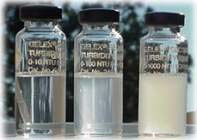
Campioni per l'analisi della torbidità dell'acqua

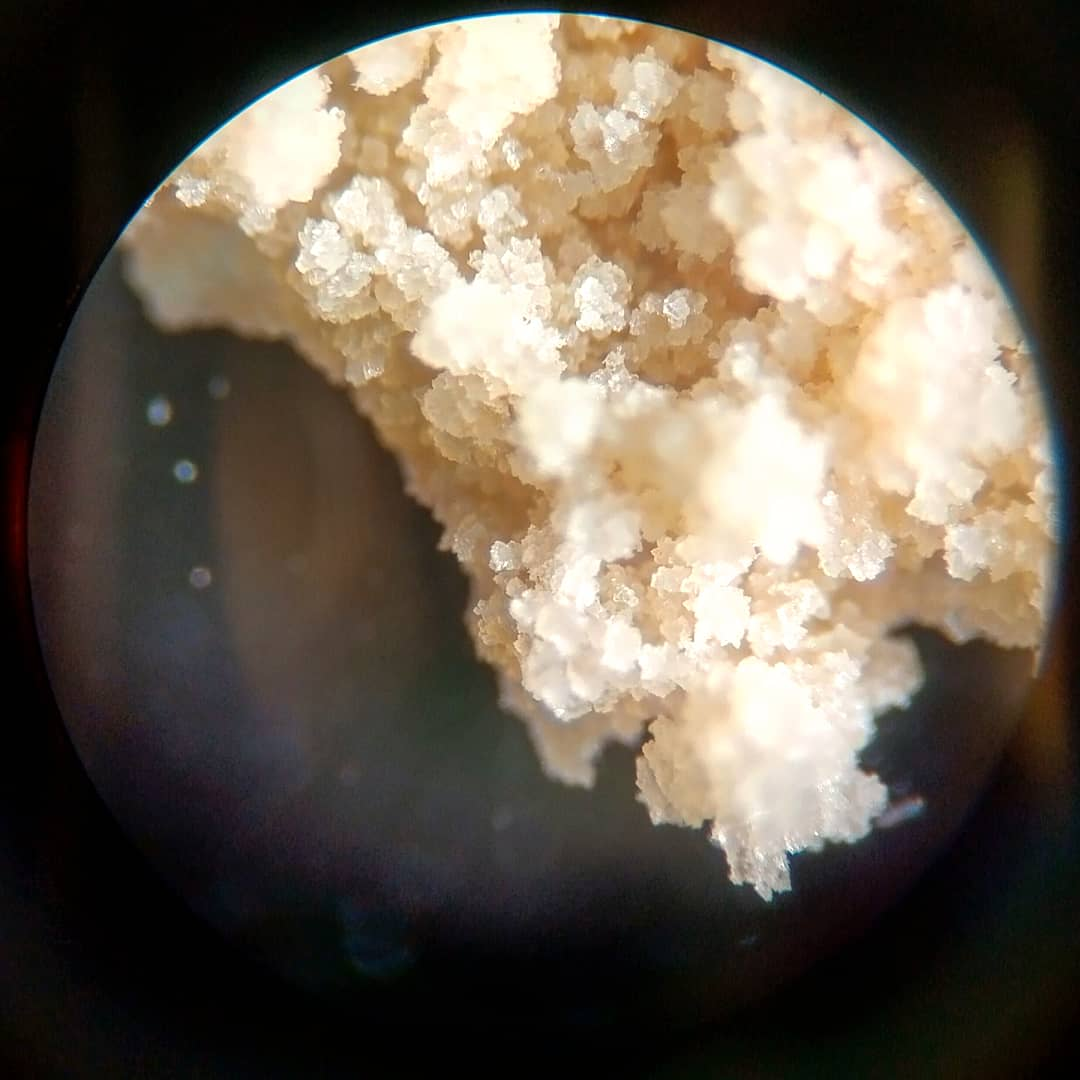
Ingrandimento al microscopio di minerali precipitati da acqua portata all'ebollizione.

L'acqua in natura non è mai pura, bensì contiene al suo interno molte sostanze disciolte (grazie alla sua capacità di solvente), e particelle in sospensione, la maggior parte delle quali microscopiche; le sostanze contenute sostanzialmente si suddividono in base alla loro dimensione:
- Materiali sospesi: > 0,1 μm

argilla, silice, calcare, idrossido ferrico, alghe, grassi, microrganismi, detriti vegetali
- Materiali dispersi (colloidali): 0,1 ÷ 0,001 µm (0,1 µm ÷ 1 nm)

silice colloidale, acidi umici
- Sostanze disciolte: < 10 Å (< 1 nm):
  - gas (O2, N2, CO2, NH3, H2S, SO2, ossidi di azoto)
  - anioni (HCO3-)
  - cationi (Ca2+, Mg2+)

Grazie alle tecniche della chimica analitica è possibile individuare le sostanze presenti nell'acqua. La caratterizzazione chimico-fisica di un'acqua naturale consiste generalmente nella seguente procedura:
1. prelevamento (in genere si prelevano 2 campioni rappresentativi);[107]
2. osservazione: sensazioni organolettiche primarie;
3. misura del pH;[108]
4. calcolo della torbidità: metodo fotometrico;[109][110]
5. calcolo del residuo fisso: misurazione del peso a diverse temperature;[111][112][113]
6. determinazione della conducibilità elettrica;[113]
7. determinazione anioni e cationi (tra i quali ioni Ca2+, Mg2+ e HCO3-)[114] e calcolo della durezza: metodi complessometrici[115][116] e/o altro;[117]
8. determinazione del TOC: concentrazione del carbonio organico totale.[118]
9. determinazione dei composti azotati: concentrazione di ammoniaca, nitriti, nitrati.

### Caratterizzazione microbiologica delle acque naturali

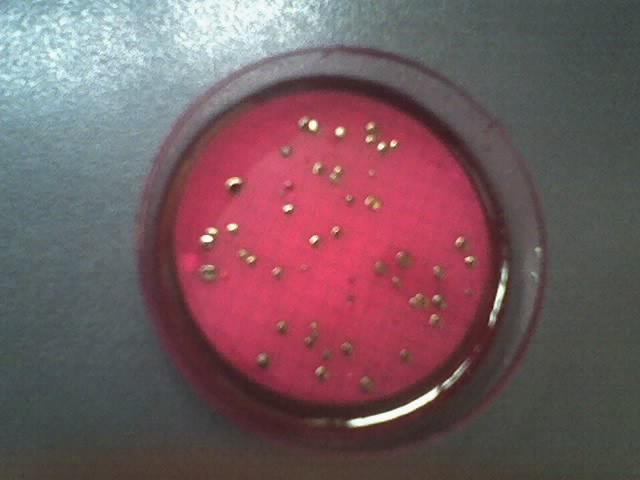
Coltura di coliformi totali derivante da un'acqua contaminata dal punto di vista microbiologico

Tutte le acque naturali contengono un certo numero di microrganismi, sia autotrofi sia eterotrofi, rappresentati da batteri, alghe, funghi e protozoi, che costituiscono la microflora autoctona delle acque, dove svolgono una funzione fondamentale in tutti i cicli biogeochimici e sono i principali responsabili dei fenomeni di autodepurazione.
Anche le acque sotterranee ospitano una microflora specifica, rappresentata soprattutto da
organismi oligotrofi, a causa della bassa concentrazione di nutrienti.
L'inquinamento di origine antropica, soprattutto quello derivante dallo scarico nelle acque naturali di reflui organici di origine civile, può introdurre nei corpi idrici microrganismi non tipici dell'ecosistema acquatico, che costituiscono una microflora d'inquinamento. Tra questi vi possono essere anche batteri patogeni dei generi Salmonella, Shigella, Vibrio, Clostridium, Pseudomonas, Campylobacter, Mycobacterium, Legionella, ecc., oltre a protozoi, elminti e virus di origine enterica. La presenza di questi patogeni può essere pericolosa soprattutto per quelle acque che sono utilizzate dall'uomo per scopi potabili o ricreativi.
L'analisi microbiologica di un'acqua, tuttavia, più che alla ricerca dei patogeni, tende a rilevare microrganismi che sono definiti "indicatori d'inquinamento fecale", che albergano nell'intestino umano e di animali e vengono quindi eliminati con le feci.
Questi indicatori hanno la caratteristica di avere concentrazioni, nei reflui organici, notevolmente superiori a quelle di eventuali patogeni e, inoltre, richiedono tecniche di rilevamento molto più semplici, per cui si possono facilmente inserire nei protocolli analitici di routine per la caratterizzazione microbiologica delle acque.
I principali organismi indicatori ricercati nelle acque sono:
- Coliformi a 37 °C;
- Escherichia coli;
- Enterococchi;
- Clostridium perfringens.

Nelle acque destinate al consumo umano, si esegue anche il conteggio delle colonie a 22 °C.
Nelle acque potabili i microrganismi indicatori di inquinamento fecale (Escherichia coli e enterococchi) devono essere costantemente assenti e la carica microbica totale deve essere contenuta e costante.
La presenza nell'acqua di uno o più di questi indicatori rappresenta un primo segnale di allarme per una probabile contaminazione fecale e può indirizzare verso la ricerca di eventuali patogeni.

### Classificazione delle acque naturali

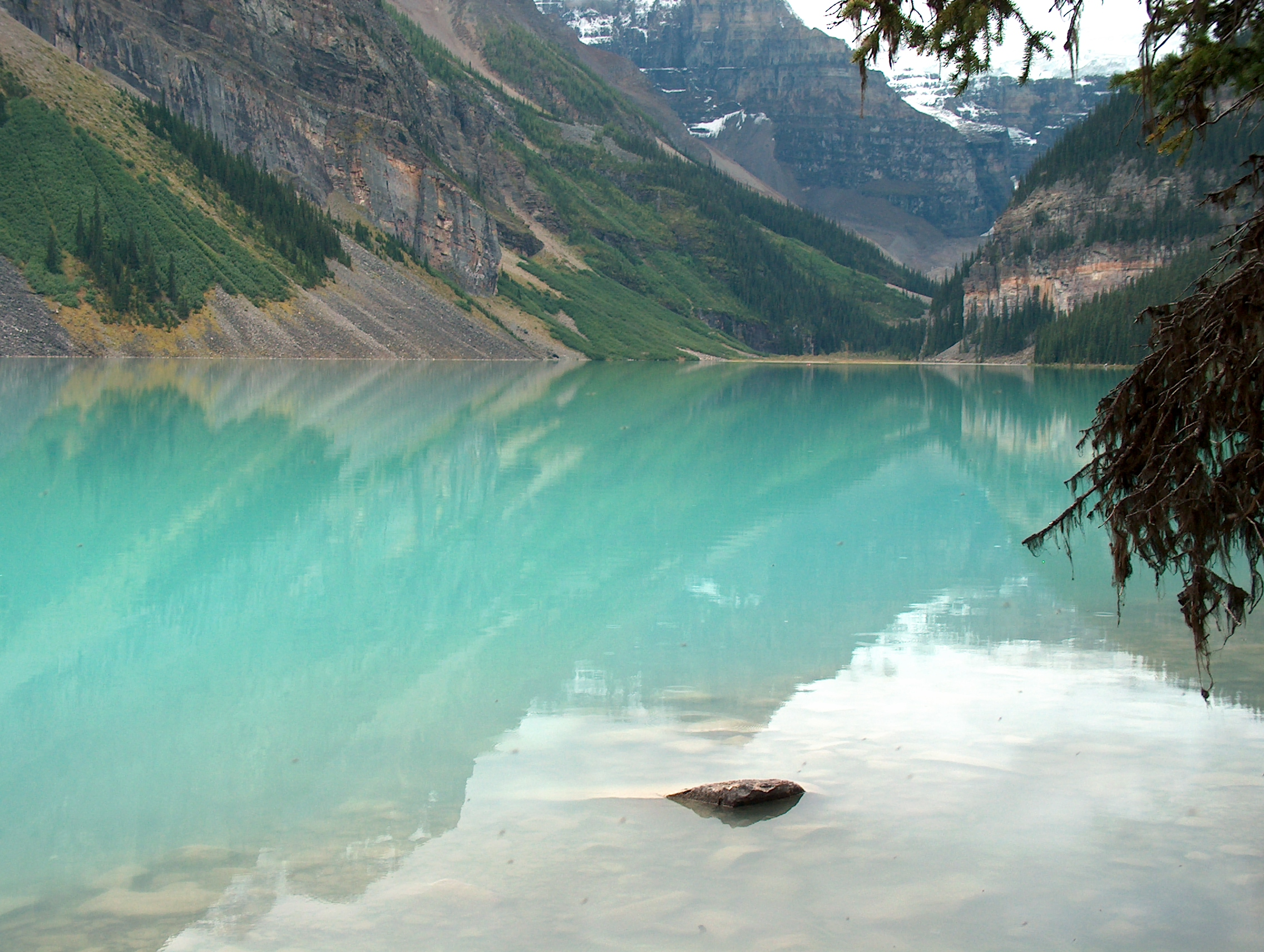
Il lago Louise, in Canada

A seconda della loro provenienza, le acque naturali si classificano in:
- acque meteoriche (pioggia, neve, grandine, rugiada, brina);
- acque sotterranee (falde profonde o freatiche);
- acque superficiali (mari, fiumi, laghi, sorgenti).

L'acqua compie un ciclo continuo (il cosiddetto ciclo dell'acqua o ciclo idrologico), consistente nel continuo scambio di acqua nell'idrosfera tra l'atmosfera, il suolo, le acque di superficie, le acque profonde e gli esseri viventi. Grazie all'evaporazione delle acque superficiali per effetto dell'irraggiamento solare ed alla traspirazione delle piante, si formano le nubi negli strati più freddi dell'atmosfera. Queste vengono trasportate dai venti ed al variare di temperatura e/o pressione, ritornano al suolo sotto forma di acque meteoriche, arricchendo ulteriormente le acque superficiali ed in parte (filtrando nel terreno) quelle sotterranee.
Poiché moltissime sostanze hanno una certa solubilità in acqua, in natura praticamente non esistono acque pure.
Le acque meteoriche contengono gas normalmente presenti nell'atmosfera (principalmente N2, O2 e CO2), quelli localmente presenti per via di attività industriali o di centri abitati (SO2, SO3, ossidi di azoto, CO) e quelli che provengono dalla decomposizione di sostanze organiche naturali (H2S, NH3). L'acqua meteorica può reagire con tali sostanze. Un esempio è dato dal fenomeno della pioggia acida:
{\displaystyle {\ce {SO3 + H2O -> H2SO4}}}

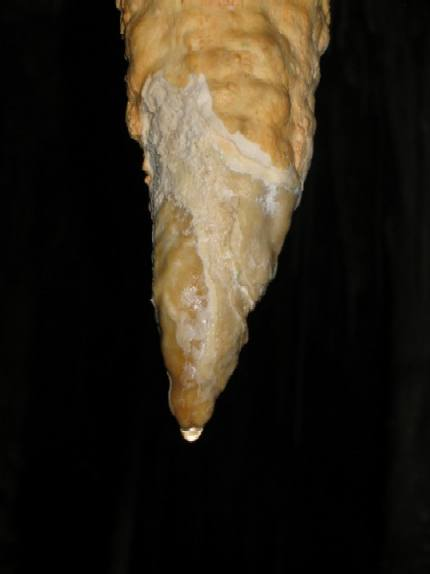
L'acqua è associata alla formazione delle stalattiti

Le acque sotterranee, alimentate dall'infiltrazione delle acque meteoriche, da cui il terreno filtra le sostanze in sospensione, sono acque minerali. A volte le acque sotterranee fuoriescono spontaneamente diventando acque sorgive (notevolmente pregiate per l'uso potabile per la mancanza di organismi patogeni, ma spesso la qualità viene minacciata da erbicidi e pesticidi, che sono estremamente dannosi per la salute).
Le acque sotterranee, ossidando le sostanze organiche presenti nel suolo, si arricchiscono di anidride carbonica, facilitando la dissoluzione di rocce calcaree secondo la reazione:
CaCO3 [insolubile] + CO2 + H2O ⇌ Ca(HCO3)2 [solubile]
MgCO3 [insolubile] + CO2 + H2O ⇌ Mg(HCO3)2 [solubile]
Se la concentrazione del diossido di carbonio è elevata, la quantità di roccia dissolta è elevata e si possono formare delle grotte; tale fenomeno in Italia è chiamato carsismo (dalla regione del Carso, dove questo fenomeno è frequente). La reazione chimica anzidetta può avvenire in entrambe le direzioni (da sinistra verso destra o da destra verso sinistra): dalla reazione inversa alla precedente, con l'eliminazione dell'anidride carbonica, si ha quindi la formazione di stalattiti e stalagmiti.
Le acque superficiali hanno composizione estremamente variabile a seconda delle condizioni climatiche ed ambientali. Si possono classificare in acque dolci (3%, per circa i 3⁄4 allo stato liquido) e salate. Il mar Mediterraneo contiene circa il 3,5% di sali (77,7% cloruro di sodio, 11% cloruro di magnesio ed il restante diviso tra solfati di magnesio, calcio, potassio, carbonato di calcio e bromuro di magnesio).

### Risorse idriche terrestri

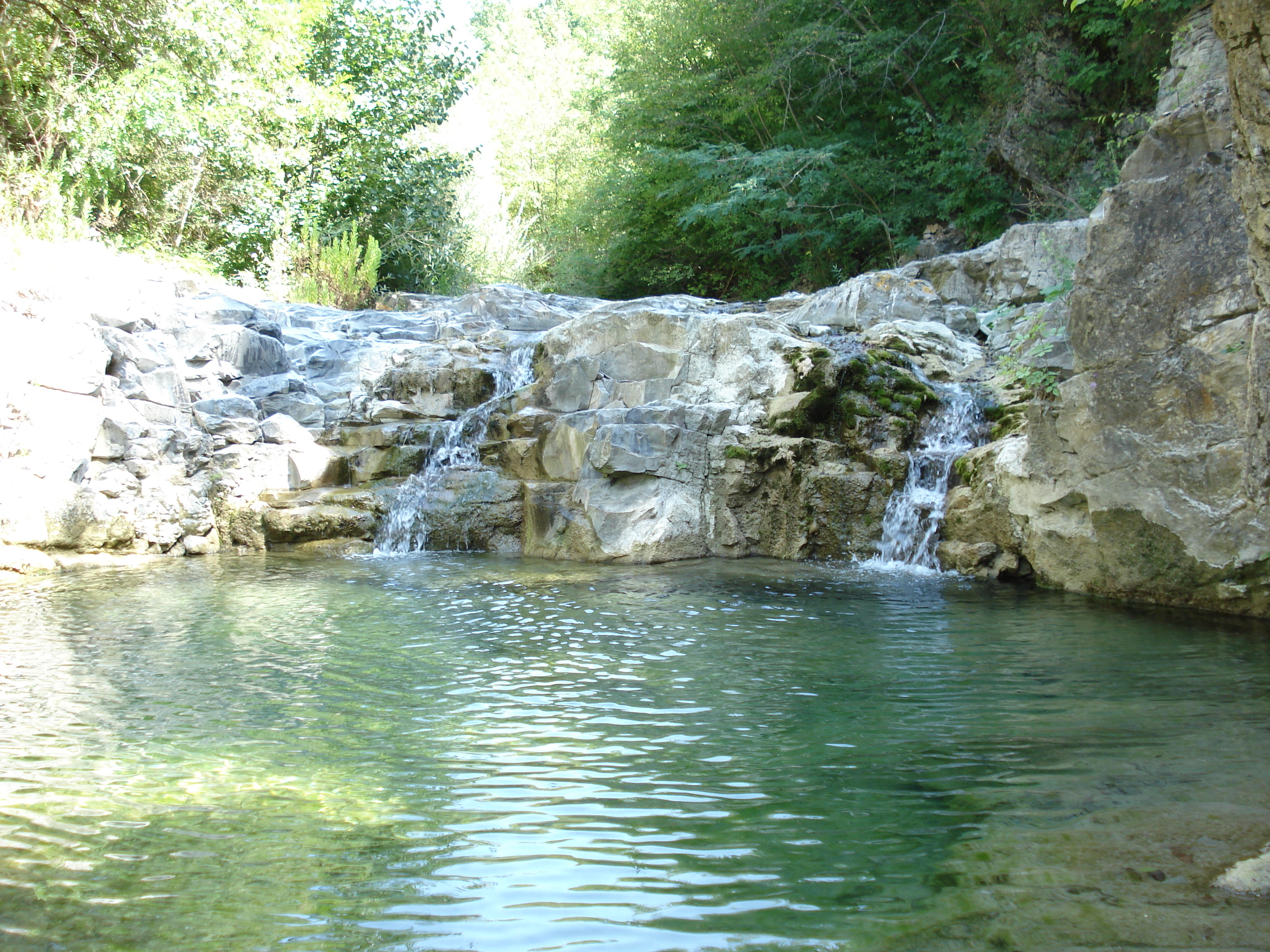
Vasca naturale fiume Cornia, Sasso Pisano

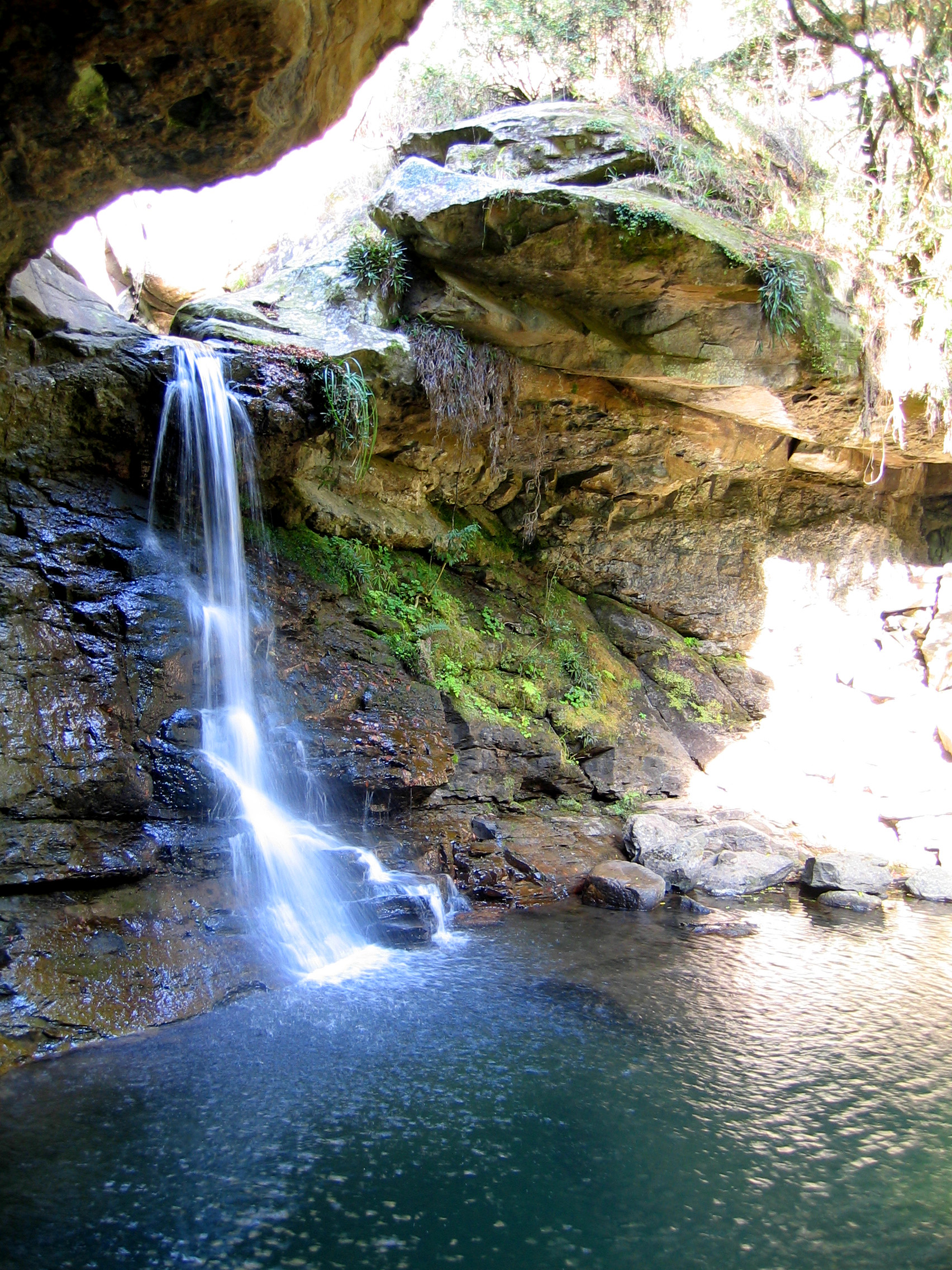
Cascata d'acqua

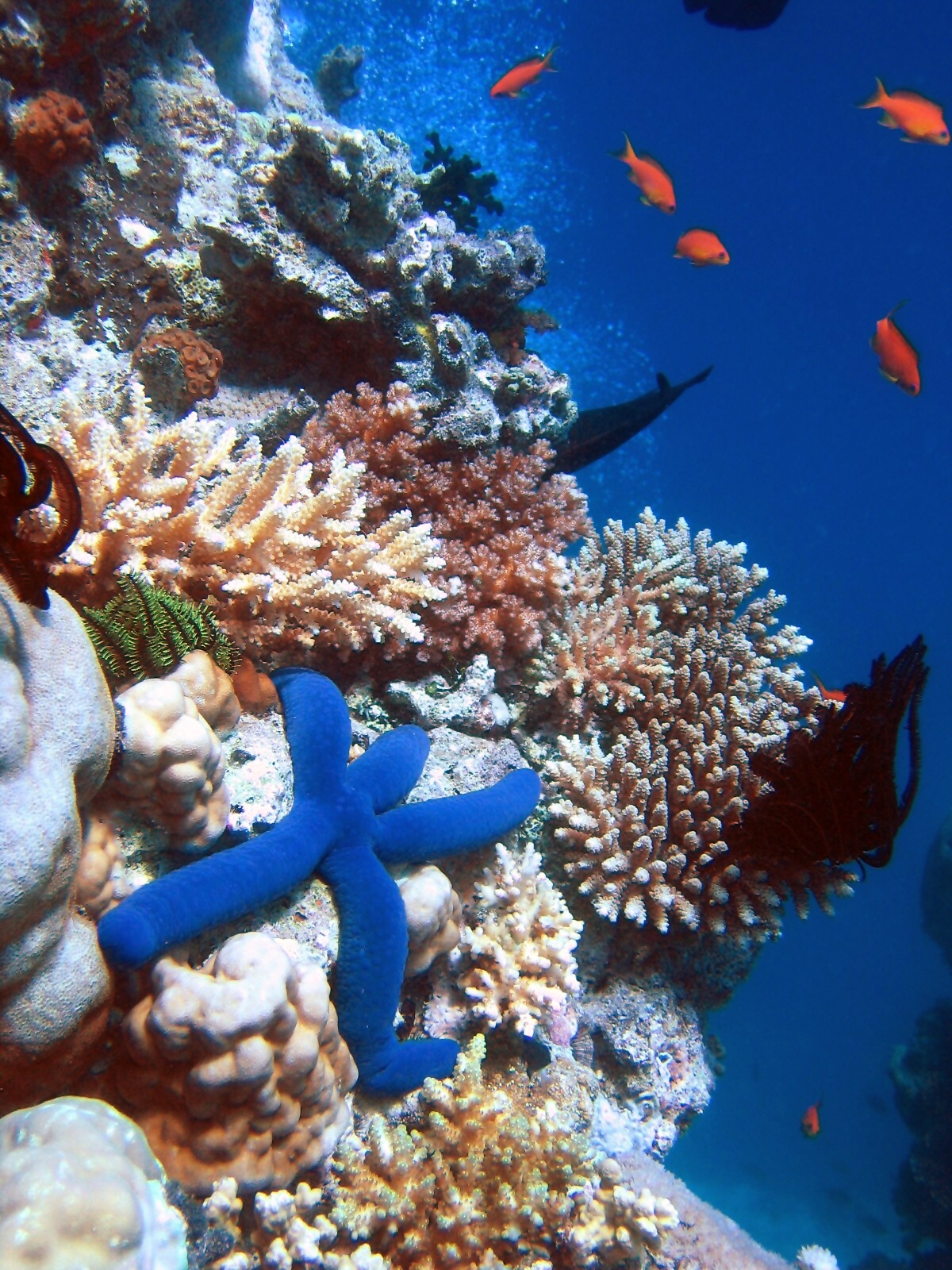
La presenza dell'acqua sulla Terra è essenziale per lo sviluppo della vita.

Il volume di acqua presente sulla Terra è stimato in 1 360 000 000 km3, all'incirca un millesimo del volume complessivo del pianeta; di questi:
- 1 320 000 000 km3 (pari a circa il 97,3% del totale) sono acque marine (in maggioranza oceano).
- 25 000 000 km3 (pari a circa il 2% del totale) sono nei ghiacciai e nelle calotte polari.
- 13 000 000 km3 (pari a circa l'1% del totale) sono nel suolo, nelle falde acquifere.
- 250 000 km3 (pari a circa lo 0,02% del totale) sono acque dolci nei laghi, nei mari interni[124] e nei fiumi.
- 13 000 km3 sono vapore acqueo nell'atmosfera.

L'acqua dolce rappresenta solo il 2,5% del volume totale presente sulla Terra e per più dei 2⁄3 si trova in pochi ghiacciai, in particolare nell'Antartide e in Groenlandia, i quali sono quindi la principale riserva di acqua dolce nel nostro pianeta.
La fusione dei ghiacciai a causa dell'effetto serra e dell'aumento delle temperature ha un forte impatto ambientale, sia per l'innalzamento del livello dei mari ma anche per la scomparsa di questa riserva. Durante la fusione dei ghiacci, infatti, l'acqua dolce si mescola a quella salata del mare, divenendo inutilizzabile dall'uomo.
Un ulteriore 30% di acqua dolce si trova in riserve sotterranee e solo meno dell'1% dell'acqua dolce si trova in laghi, fiumi o bacini ed è quindi facilmente accessibile.
In uno studio pubblicato nel 1996 dalla rivista Science si stimava che:
- il ciclo dell'acqua genera un totale di acqua dolce rinnovabile pari a circa 110 300 km3/anno;
- circa 69 600 km3/anno delle precipitazioni evapora a sua volta (ma consente la vita di forme importanti di vegetazione, quali le foreste, non irrigate dall'uomo);
- rimangono circa 40 700 km3/anno, che ritornano nei mari e negli oceani; di tale acqua:
  - 7 774 km3/anno sono in zone di difficile accesso e, in pratica, non utilizzate (circa il 95% del Rio delle Amazzoni, metà del Congo, buona parte dei fiumi nelle terre più settentrionali);
  - 29 600 km3/anno finiscono in mare senza essere utilizzati mediante dighe;
  - 12 500 km3/anno possono essere utilizzati dall'uomo; di questi:
    - 4 430 km3/anno vengono direttamente utilizzati nell'agricoltura (2880 km3/anno), nell'industria (975 km3/anno) e nelle città (300 km3/anno); il dato comprende, peraltro, anche la perdita di riserve per evaporazione (275);
    - 2 350 km3/anno vengono utilizzati "così come sono", ad esempio per navigazione, pesca e parchi;
- la costruzione di dighe può aumentare di circa il 10% la disponibilità di acqua dolce utilizzabile dall'uomo nel 2025, ma si prevede che per quel tempo la popolazione potrebbe aumentare di circa il 45%;
- l'aumento stimato dell'acqua disponibile può inoltre risultare ottimistico, a causa del crescente inquinamento e del riscaldamento globale.

### L'acqua in meteorologia
L'acqua è anche un elemento fondamentale di controllo della meteorologia e del clima terrestre. Il vapore acqueo presente nell'atmosfera può, sotto determinate circostanze, subire dei processi di accrescimento (coalescenza) portando alla formazione di nuvole, e, raggiungendo la saturazione, alla pioggia o ad altre forme di precipitazioni atmosferiche. Grazie a questi eventi l'acqua può ridistribuirsi sul territorio, venendo anche accumulata nei ghiacciai polari o in quelli presenti ad elevate altitudini. L'abbondanza o meno di precipitazioni acquose nelle varie aree geografiche ne stabilisce il clima, da estremi di aridità fino alle foreste tropicali, e di conseguenza la biodiversità e le risorse.

## L'acqua e l'uomo
Essendo l'acqua un bene irrinunciabile per la vita, la proprietà e la gestione dell'acqua, delle infrastrutture e dei servizi idrici è oggetto di questioni di diritto e di politica.

### L'acqua nella storia della civiltà e nelle religioni

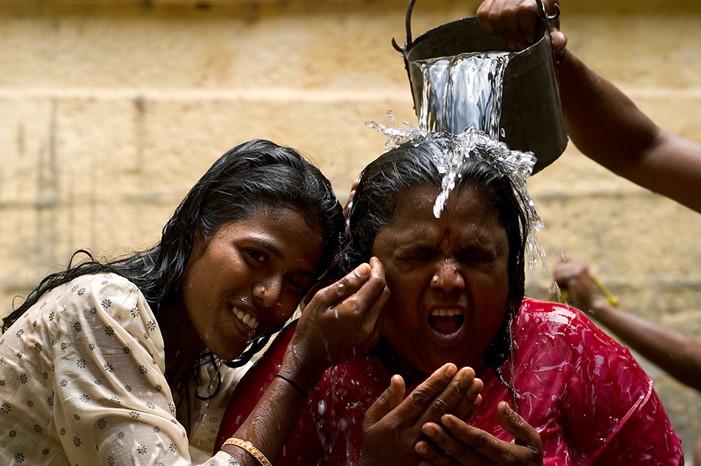
Rituale dell'acqua nella cultura indiana

L'acqua ha svolto un ruolo fondamentale nello sviluppo delle prime civiltà antiche, che erano situate lungo i grandi fiumi dell'Oriente: il Nilo per la civiltà egizia, il Tigri e l'Eufrate per le civiltà mesopotamiche (Sumeri, Babilonesi e Assiri), lo Huang He (Fiume Giallo) per la Cina, l'Indo e il Gange per l'India.
I grandi bacini fluviali costituivano un'opportunità per la maggior fertilità del suolo e per la facilità dei trasporti, ma determinavano un'organizzazione sociale più complessa necessaria per gestire i conflitti per le risorse e per affrontare la costruzione e manutenzione di imponenti sistemi di irrigazione e di protezione dalle alluvioni.
Minore, ma tutt'altro che trascurabile, fu anche l'importanza dei mari interni, soprattutto il mar Mediterraneo, che facilitavano i commerci e i contatti culturali fra popoli lontani, con la formazione di civiltà prevalentemente dedicate al commercio (anzitutto i Fenici).
L'importanza dell'acqua è riconosciuta nelle religioni e nei sistemi filosofici sin dai tempi antichi. Molte religioni venerano dei legati all'acqua o i corsi d'acqua stessi (ad esempio, il Gange è una dea per l'induismo). Ancora, semidivinità particolari, chiamate Ninfe, sono posti nella mitologia greca a guardia di particolari fonti d'acqua. L'acqua, poi, fu considerata un elemento primigenio presso molti popoli, anche molto lontani fra loro; ad esempio in Cina venne identificata con il caos, da cui ha avuto origine l'universo, mentre nella Genesi compare già nel secondo versetto, prima della luce e delle terre emerse. Anche il filosofo greco Talete associò l'acqua all'origine di tutte le cose e asserì che la sua scorrevolezza è in grado di spiegare anche i mutamenti delle cose stesse. Anche in Polinesia l'acqua venne considerata la materia prima fondamentale.

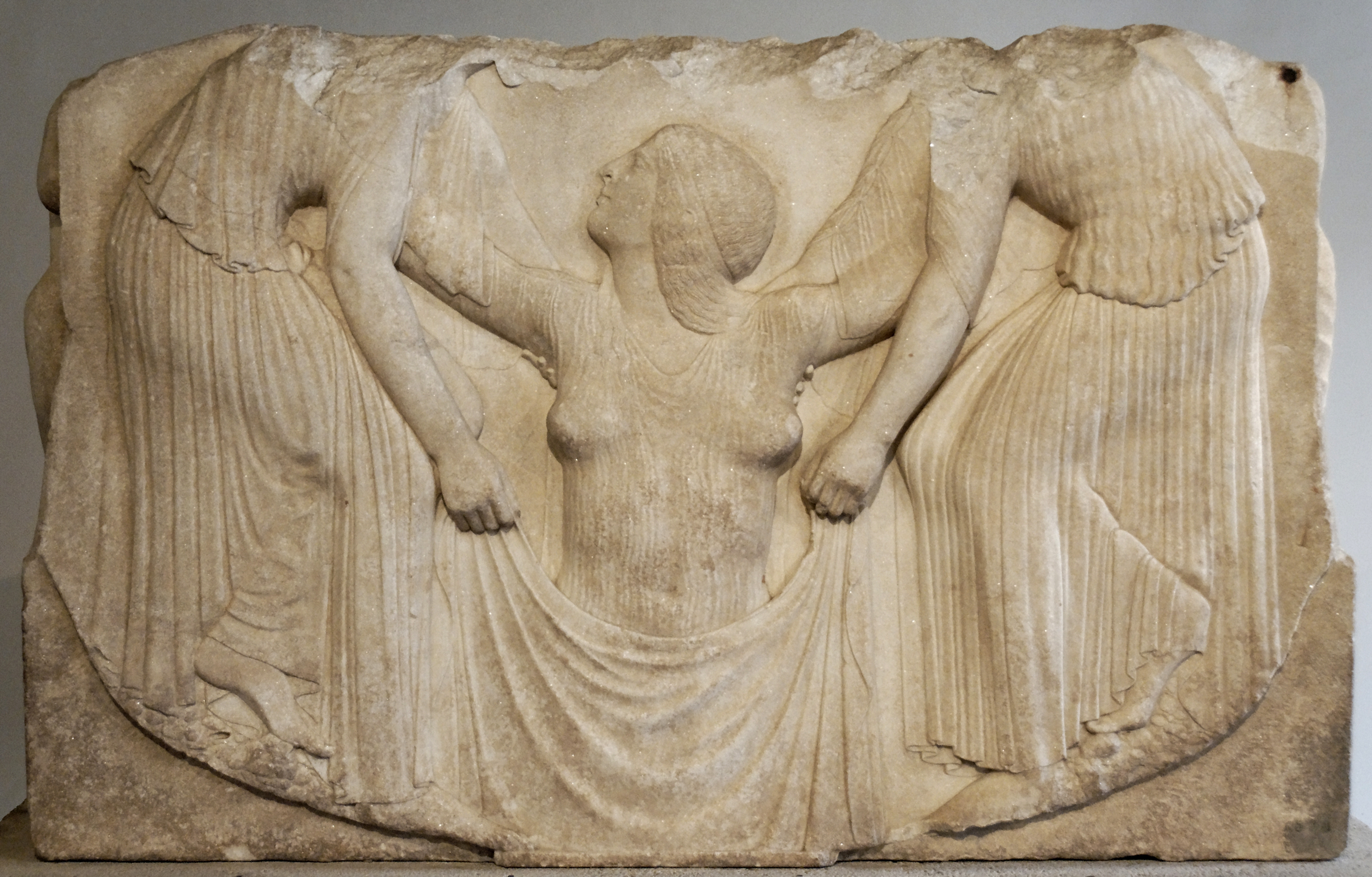
Bassorilievo centrale del Trono Ludovisi (Roma, Palazzo Altemps), raffigurante Afrodite che viene sollevata dalle acque

Con lo sviluppo dei primi sistemi filosofici, l'acqua venne affiancata da pochi altri elementi primigenii senza perdere la sua importanza. In tutte le civiltà antiche era molto diffusa la convinzione che la molteplicità della natura potesse essere ricondotta alla combinazione di pochissimi elementi costitutivi: l'acqua, appunto, il fuoco, la terra e l'aria (o il legno) ed eventualmente una quinta essenza. Così ad esempio in oriente il taoismo cinese include l'acqua fra i suoi cinque elementi con terra, fuoco, legno e metallo. In Occidente anche Empedocle (492 a.C. circa – 430 a.C. circa) annoverò l'acqua fra i quattro elementi fondamentali, ai quali Platone nel Timeo aggiunse l'etere. Lo stesso Aristotele (384 a.C. - 322 a.C.) sosteneva che la materia fosse formata dall'interazione dei quattro elementi citati da Empedocle.

L'albero della vita nella Qabbalah, in cui è inclusa la Sefirah Chessed, associata all'acqua.

L'indispensabilità dell'acqua per il fiorire della vita colpì molte civiltà. Ad esempio, nella lingua sumera "a" significa sia "acqua" sia "generazione". Nella maggior parte delle religioni, quindi, l'acqua è diventata un simbolo di rinnovamento e perciò di benedizione divina. Essa compare logicamente nei riti di "purificazione" e di rinascita di molti culti, ad esempio nei riti di immersione del battesimo cristiano e nelle abluzioni dell'ebraismo e dell'islam. Anche nello scintoismo l'acqua è usata nei rituali di purificazione di persone o luoghi.
La tradizione sapienzale mistica ebraica della Cabala ebraica individua nell'acqua il simbolo della Sefirah Chessed indicante la qualità divina della Misericordia, della gentilezza e della grandezza; molti i riferimenti della Torah all'acqua, anche suo simbolo. Secondo l'esegesi ebraica lo stesso termine "Ebreo", in ebraico Yivrì, significa "colui che viene da oltre il fiume" ed è presente nella Bibbia ebraica, usato per la prima volta riguardo ad Abramo. Il termine ebraico che traduce la parola "acqua", maim, se associato al termine esh, "fuoco", forma la parola shamaim che significa "cielo": si ritiene infatti che i cieli presentino l'unione di acqua e fuoco.
Mircea Eliade ha studiato analiticamente i miti acquatici nelle varie religioni: "Le acque simboleggiano la totalità delle virtualità". Eliade ha considerato:
- le Acque e i Germi;
- le cosmogonie acquatiche (in India, nell'Enūma eliš della mitologia babilonese);
- le ilogenie (origine del genere umano o di una razza dalle acque);
- l'acqua della vita (l'acqua ringiovanisce e dà la vita eterna);
- il simbolismo dell'immersione;
- il battesimo;
- la sete del morto (l'evangelica Parabola di Lazzaro e il ricco Epulone, presso i Greci, in Mesopotamia, nell'antico Egitto);
- le fonti miracolose ed oracolari (già dal Neolitico, poi ad esempio la delfica Pizia);
- le epifanie acquatiche e le divinità delle acque;
- le ninfe;
- Poseidone ed Ægir;
- gli animali ed emblemi acquatici (dragoni, delfini, serpenti, conchiglie, pesci, ecc., che regolano la fecondità del mondo e hanno la forza sacra dell'abisso);
- il simbolismo del diluvio.[139]

L'attribuzione all'acqua di caratteristiche negative è molto più rara e recente. Nel XVI secolo, durante l'epidemia della peste, si pensò che l'acqua favorisse il contagio, "aprendo" i pori della pelle attraverso cui si sarebbero infiltrati i presunti agenti patogeni, chiamati seminaria, per cui si riteneva che il lavaggio del corpo indebolisse l'organismo, ed era pertanto sconsigliato.

### Usi dell'acqua

Acqua potabile

L'acqua riveste un ruolo centrale in una moltitudine di campi. Sostanzialmente si possono suddividere gli usi dell'acqua in:
- Usi civili:
  - Uso potabile
    - Alimentazione (preparazione alimenti e bevande)
    - Igiene (personale e degli impianti sanitari)
    - Imprese alimentari

  - Usi civili non potabili (per molti dei quali, comunque, si usa di norma acqua potabile), fra cui:
    - Spegnimento degli incendi
    - Giardinaggio
    - Usi ricreativi (sport acquatici)
    - Abluzione e riti religiosi
- Usi agricoli (irrigazione)
- Utilizzi industriali, fra cui:[141]
  - Fonte energetica in impianti idroelettrici
  - Applicazioni chimiche (come solvente e agente di reazione)
  - Vettore termico in impianti di riscaldamento e raffreddamento.
  - Taglio ad acqua nel quale si utilizza un getto potente d'acqua per tagliare con alta precisione superfici più o meno spesse di vari materiali

Sebbene l'acqua ricopra il 70.8% della superficie terrestre, la maggior parte di questa non è utilizzabile direttamente, in quanto necessita di particolari trattamenti, che sono diversificati a seconda dell'utilizzo a cui l'acqua è destinata.

### Trattamenti delle acque

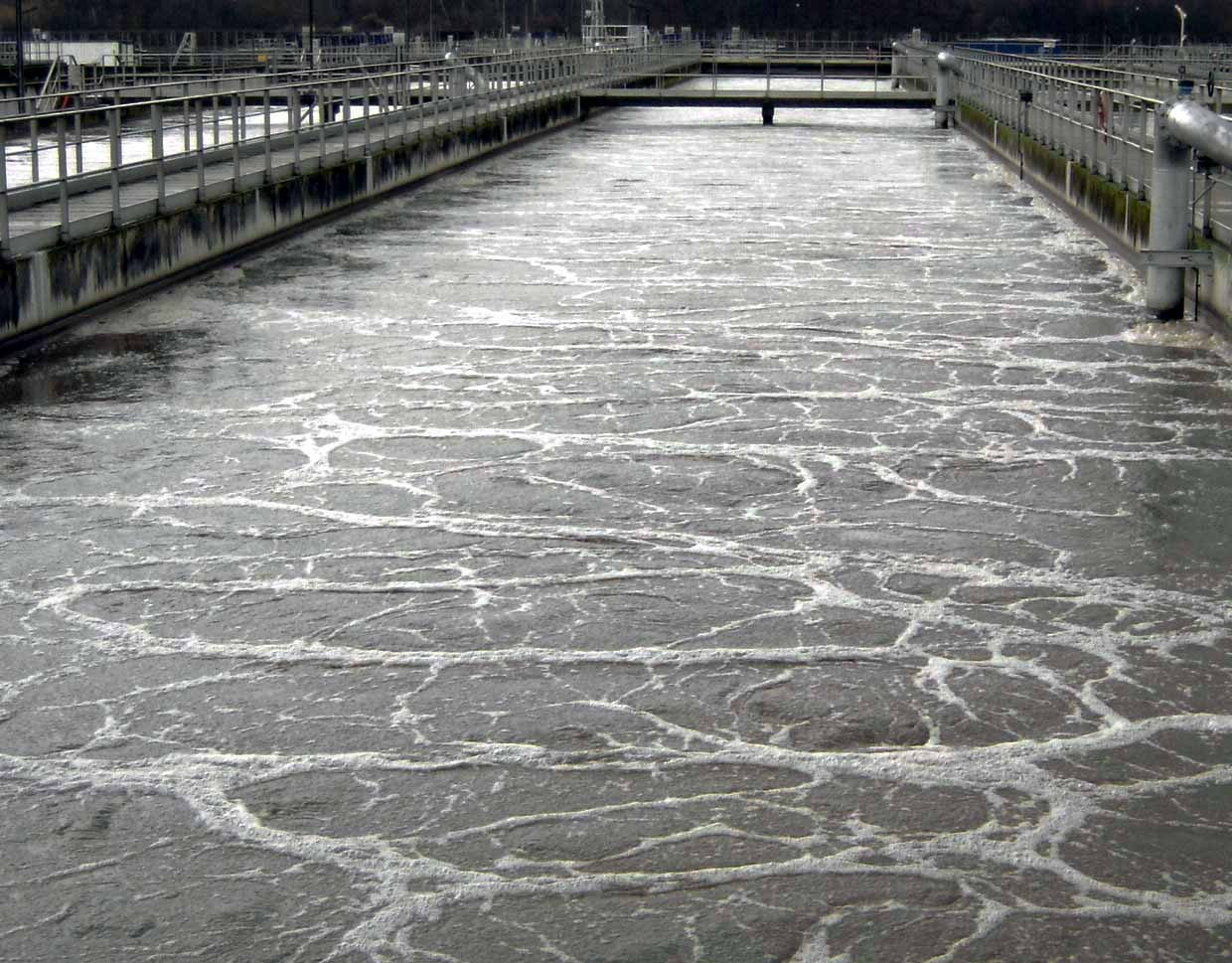
Vasca di depurazione biologica delle acque reflue

L'acqua può subire diversi trattamenti per la rimozione di inquinanti e per la correzione di alcune caratteristiche chimico-fisiche; la progettazione di impianti di trattamento richiede delle analisi preliminari dell'acqua grezza che possano esprimere con chiarezza tutte le sostanze in essa contenute (le cui concentrazioni sono solitamente espresse con unità di misura in ppm o ppb) e determinare le sue caratteristiche microbiologiche.
I trattamenti che vengono effettuati sull'acqua dipendono soprattutto dalla loro destinazione, ad esempio l'acqua potabile deve avere un certo contenuto di concentrazione salina, un valore di pH contenuto in un intervallo specifico, una conducibilità elettrica limite, assenza di microrganismi indicatori di inquinamento e di patogeni, mentre un tipo di acqua ad uso agricolo sarà più ricca di minerali.
Il trattamento delle acque reflue prevede una serie di operazioni di tipo chimico-fisico e biologico, suddivise in trattamento primario, trattamento secondario e trattamento terziario, oltre ad una serie di operazioni specifiche per il trattamento dei fanghi. I reflui depurati sono generalmente riversati in acque superficiali e in Italia devono rispettare i valori limiti di emissione stabiliti dal decreto legislativo n.152/2006, in relazione agli obiettivi di qualità dei corpi idrici riceventi. Lo scarico di un depuratore, infatti, non deve contenere sostanze inquinanti in concentrazioni tali da interferire con la naturale capacità autodepurativa del corpo idrico né compromettere la vitalità e la biodiversità delle comunità biotiche degli ecosistemi acquatici. I reflui depurati, dopo aver subito un idoneo trattamento terziario, comprensivo di filtrazione su sabbia, adsorbimento su carboni attivi, disinfezione con raggi ultravioletti, biossido di cloro, o altri ossidanti, possono essere riutilizzati soprattutto per un uso irriguo o industriale.
Il trattamento per le acque marine consiste principalmente nell'operazione di dissalazione.

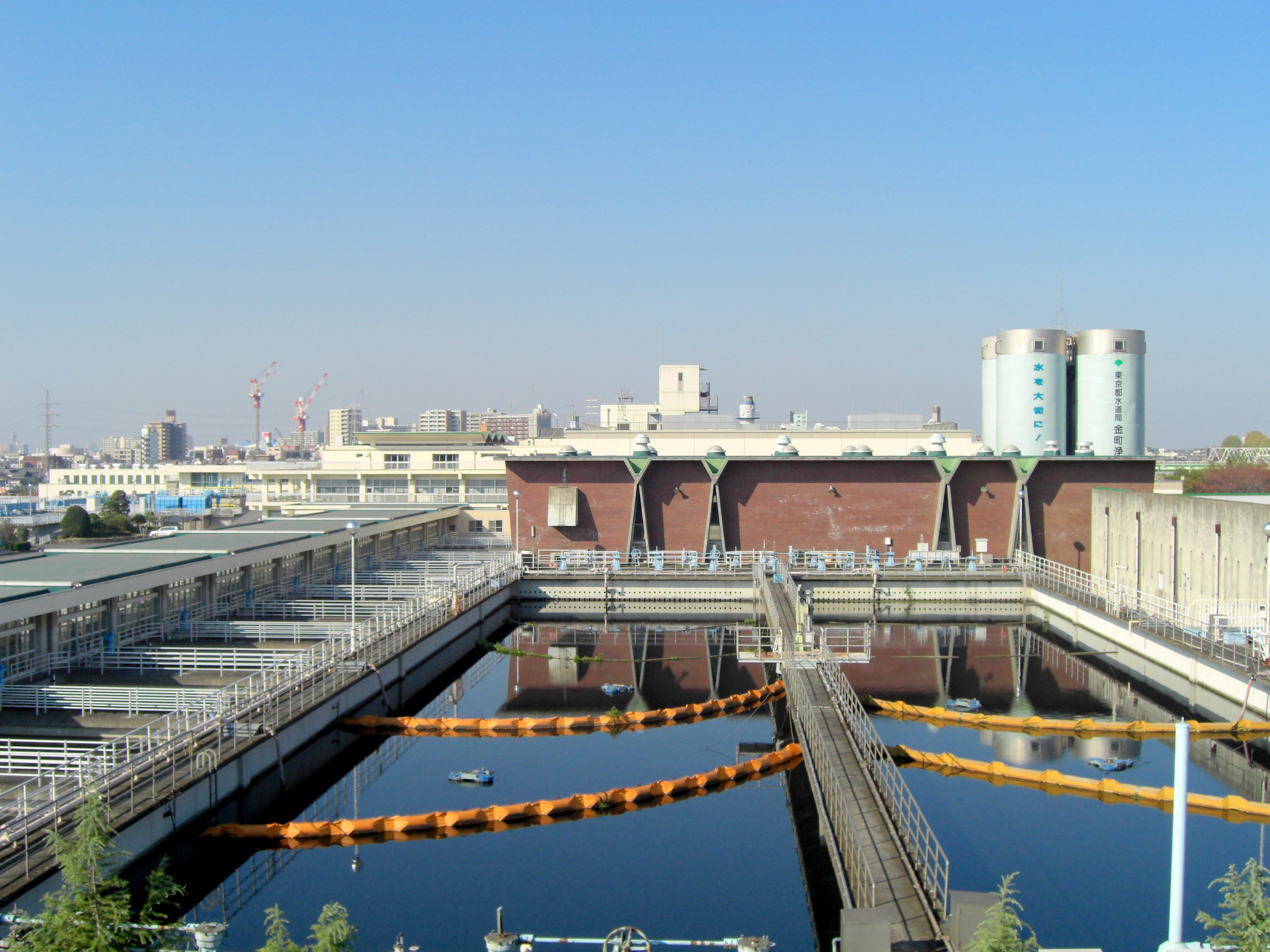
Impianto di potabilizzazione delle acque

I trattamenti per la potabilizzazione si applicano ad acque superficiali naturali, o provenienti da invasi artificiali, con lo scopo di ottenere acque idonee all'uso umano, che rispettino le norme di qualità stabilite in Italia dal decreto legislativo n.31/2001; questi trattamenti comprendono le operazioni di:
- Sedimentazione
- Coagulazione
- Filtrazione
- Aerazione
- Trattamento biologico a fanghi attivi
- Filtrazione con carbone attivo
- Purificazione ad osmosi inversa
- Addolcimento
- Disinfezione

Naturalmente non tutte le operazioni elencate sono applicate contemporaneamente, ma queste potranno essere assemblate in schemi diversi, secondo il grado d'inquinamento dell'acqua grezza.
Ad esempio, un'acqua poco inquinata potrà subire un trattamento più semplice, consistente in una filtrazione su sabbia seguita da disinfezione.
Un'acqua dolce superficiale mediamente inquinata, invece, subirà un trattamento più spinto che, secondo uno schema classico, potrà seguire la successione delle seguenti operazioni: sedimentazione, preossidazione con biossido di cloro, ipoclorito di sodio o altri ossidanti, coagulazione-flocculazione-sedimentazione, filtrazione su sabbia, adsorbimento su carboni attivi e disinfezione finale.

### L'acqua nell'industria

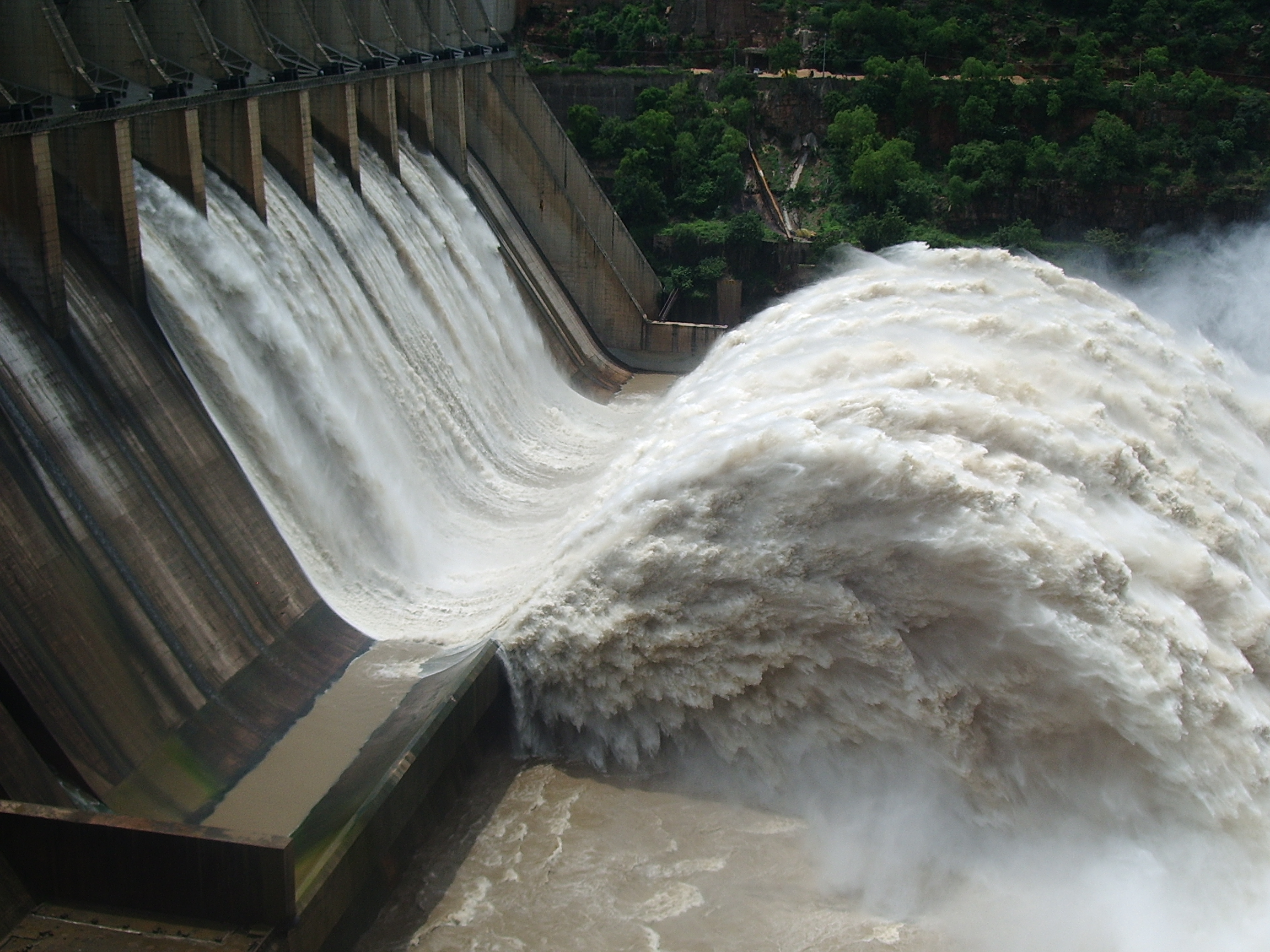
Una diga di una centrale idroelettrica

L'acqua è solo seconda come capacità termica molare specifica rispetto a qualsiasi sostanza nota, subito dopo l'ammoniaca. Per questa sua caratteristica, viene molto usata come mezzo di trasporto ed accumulo del calore.
L'acqua è usata in numerosi processi ed apparecchiature industriali, quali ad esempio il motore a vapore, i generatori di vapore, gli scambiatori di calore ed i radiatori, nonché nei processi dell'industria chimica. Infatti, grazie alle sue proprietà chimiche, l'acqua costituisce l'ambiente di reazione e dissoluzione di molte sostanze, e, per le sue caratteristiche termiche, è un ottimo fluido trasportatore di calore. Inoltre l'acqua viene impiegata per la produzione di energia nelle centrali idroelettriche. Il vapore acqueo è utilizzato per alcuni processi nell'industria chimica. Un esempio è la produzione di acido acrilico. Il possibile effetto dell'acqua in queste reazioni include l'interazione fisico-chimica dell'acqua con il catalizzatore e la reazione chimica dell'acqua con gli intermedi di reazione.
Il fabbisogno d'acqua dell'industria viene soddisfatto con prelievi di acque di origine superficiale (dal ridotto contenuto salino ed un basso tenore in ossigeno a causa dell'inquinamento), profonda (maggiori contenuti di anidride carbonica), o molto più raramente di origine atmosferica (in genere corrosive a causa dei gas disciolti); solo in particolari casi si ricorre all'acqua di mare.
Si effettuano perciò trattamenti di natura meccanica, fisica o chimica, in relazione allo stato ed alle dimensioni dei contaminanti, per rendere l'acqua utilizzabile nei processi industriali.
I trattamenti per le acque industriali sono molteplici, e comprendono le operazioni di:
- Flocculazione e coagulazione[154]
- Neutralizzazione, precipitazione[155]
- Trattamenti di ossido-riduzione[156]
- Disinfezione
- Addolcimento[157]
- Decarbonatazione
- Desilicazione[158]
- Demineralizzazione[159]

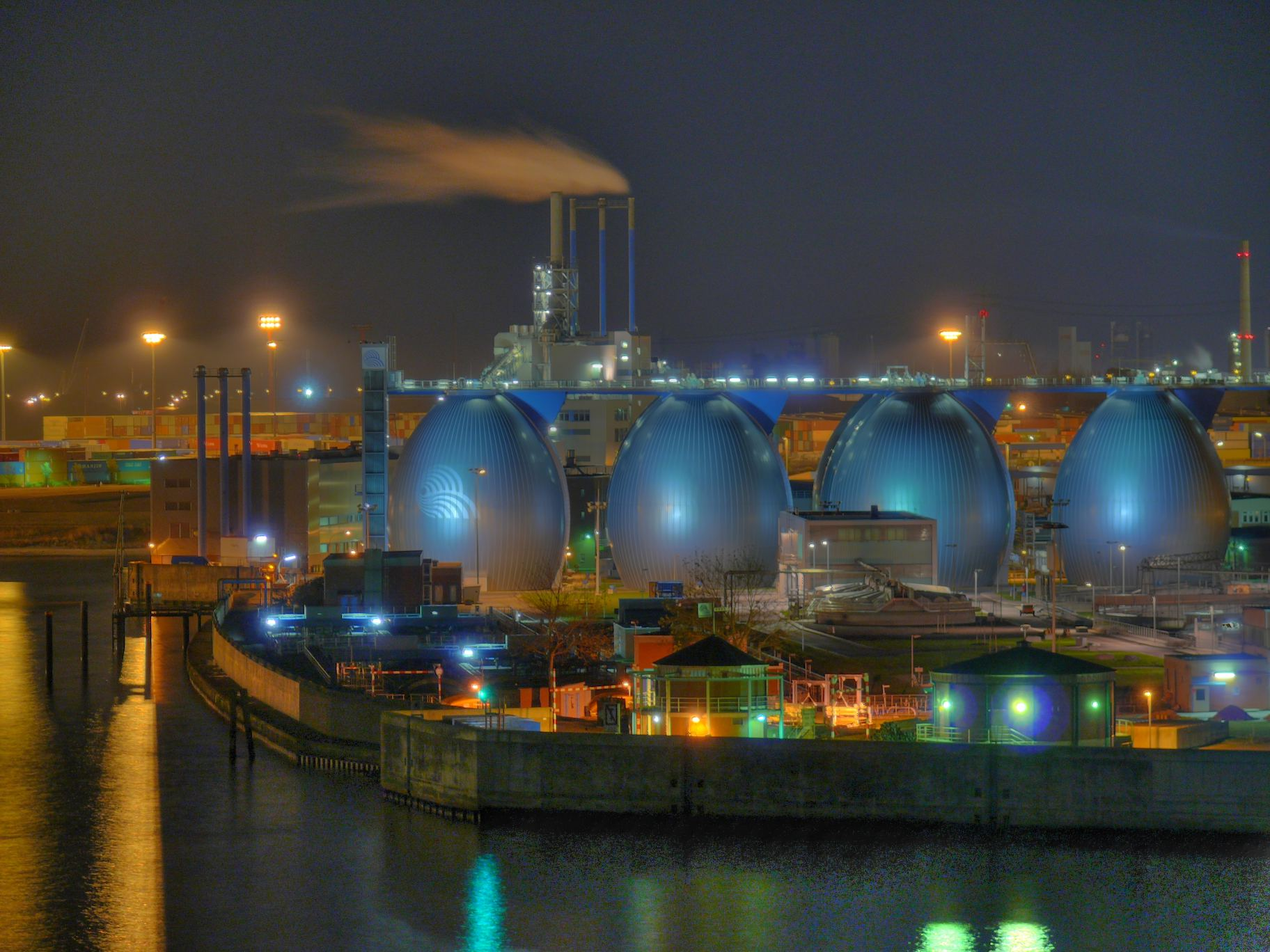
Impianto di depurazione delle acque

- Deferrizzazione e demanganizzazione[160]
- Trattamenti anticorrosione (ad esempio eliminazione dei gas disciolti)
- Sedimentazione (sfrutta la legge di Stokes)[161]
- Flottazione
- Filtrazione[162]

Una forma di inquinamento è rappresentata dallo scarico nell'ambiente di acque residue di processi industriali non opportunamente trattate (inquinamento chimico) o di acque di raffreddamento (inquinamento termico).